# 沖縄県
沖縄県（おきなわけん、沖縄言葉: うちなー /ʔucinaa/、英語: Okinawa Prefecture）は、日本の九州地方に位置する県。県庁所在地は那覇市。

## 概説
鹿児島県の薩南諸島を除く南西諸島の島々（沖縄諸島、先島諸島、大東諸島）から構成されており、東シナ海と太平洋に挟まれている。面積は2,281平方キロメートル。で、日本の都道府県では小さい順に香川県、大阪府、東京都に次いで第4位であり、人の居住する日本最南端の地域を含む県でもある。また、八重山郡与那国町は日本の最西端にある地方自治体であり、与那国島の北北西端にあるトゥイシが日本最西端の地点である。
県民人口の約9割が沖縄本島に、さらに約8割が本島中南部に集中しており、県庁所在地の那覇市中心部は、日本三大都市圏に匹敵する人口密度である。
ほぼ全域が亜熱帯気候であり、一部は熱帯に属する。年間を通して温暖な気候であり、最低気温が氷点下以下になる事はほとんどない。また太平洋高気圧の南側に位置し、熱帯低気圧が発生する海域に近いため、台風発生シーズンの9月上旬から11月上旬までは沖縄の天候が荒れやすく、沖縄発着の旅客機が欠航しやすい。
海上輸送路（シーレーン）及び軍事的要地（第一列島線）として重要な場所に位置し、嘉手納飛行場、普天間飛行場をはじめ多数の在日米軍基地が存在する。
歴史的経緯（後述）から、宗教、文化並びに風習、人名や方言、料理や食文化及び産業、人口構成ならびに所得格差に至るまで日本列島主要四島との差異が大きい。俗に沖縄「県外」のことを「内地（ナイチ）」、沖縄県外の日本人を「内地人（ナイチャー）」と呼び分ける場合がある。
日本国内では緯度が低く、上述のような温暖な気候風土や文化の特性から、日本屈指のリゾート地となり、日本人の夏の観光先として定番化した。特に2001年のテレビドラマ「ちゅらさん」の放送以後は、県外でも沖縄文化がブームを超えて身近なものとして定着し、県外からの観光客や移住者も大幅に増加した。沖縄県としても文化体験、沖縄料理、レジャー、マリンスポーツや戦争遺跡などを強みに観光分野に特に力を入れている。沖縄県内の産業割合を見ると観光業を含む第三次産業が85%（2020年度）を占めている一方で第一次産業は1.2%、第二次産業は14.5%と、全国平均に対し低調である。
空手発祥の地（琉球唐手）であり、2020年東京オリンピック金メダリストの喜友名諒を始めとする多数の空手選手を輩出している。また、ボクシングにおいては、石垣市出身の具志堅用高を始めとする数多くの世界王者、名選手を輩出している。

## 名称
淡海三船が著した779年成立の鑑真の伝記『唐大和上東征伝』では、天平勝宝5年（753年）11月21日に遣唐使一行が阿児奈波嶋（あこなはしま/あこなわじま）に到着したと記述されており、この島は沖縄本島のことを指していたという。後に中国側により「流求」と呼ばれる、これは中華思想に基づく「溺れ助けを求む」と言う意味の蔑称であり、現在の「琉球」に落ち着いたのは明の時代以降である。
琉球処分の際、明治政府内では「琉球県」の名称も検討された。琉球処分官松田道之は明治9年（1876年）9月25日付けの復命書で「琉球藩ヲ廃シ沖縄県ヲ置キ」との案を示していたが、松田が明治11年（1878年）11月に内務卿の伊藤博文あて提出した琉球藩処分方法案第2条では「其藩ヲ廃シ更ニ（琉球／沖縄）県を被置候」と、琉球県と沖縄県の両案を併記した。さらに、伊藤が太政大臣の三条実美あて提出した明治12年（1879年）3月1日付の琉球藩処分方法案は、第5条に「其藩ヲ廃シ更ニ沖縄県を被置候」、第13条に「琉球藩ヲ廃シ更ニ琉球県ヲ被置候」と混在していたが、3月11日付けで三条が松田に指示した内容は「其藩ヲ廃シ更ニ沖縄県を被置候」となり、最終的に琉球県の名称は採用には至らなかった。この間の経緯は不明であるが、東恩納寛惇は、努めて支那時のものを避け、沖縄という和名を採用したものと推察している。また、旧信濃国が長野県、旧上野国が群馬県となったように、旧国名などの広範な地域名は都道府県の名前として使用しないという原則があったのも理由の一つだと考えられる。用語としての「沖縄」は元々は沖縄本島を指す言葉であったが、沖縄県設置により奄美群島が正式に日本に編入、さらに沖縄諸島・先島諸島全域が「沖縄」と呼ばれるようになり、より広義に解釈されるようにもなった。

## 地理・地域・公海

沖縄県全図

国土交通省による日本の14地域区分の1つである沖縄は、沖縄県1県のみから成る。なお、経済的・文化的な近さから「九州地方」の一部または「九州・沖縄地方」と呼ぶ場合もある（「九州#近現代の「九州」」を参照）。国土交通省は、「沖縄本島」を、「本土」5島の一つとしている。
国土地理院によると、沖縄県は691の島から成っている。49の有人島と多数の無人島から成り、0.01 km2以上の面積を有する島は160島存在する。最東端から最西端までは約1,000km、最北端から最南端までは約400kmと、広大な県域を持つ。
南西諸島は鹿児島県から台湾近くまで長く延びており、地理的分布では北のトカラ列島までと、奄美群島と沖縄諸島および先島諸島の3つに大きく分けられる。
沖縄本島と宮古島の間は宮古海峡と呼ばれ最狭区間でも約145海里（約270km）の距離があり、そのうち約48海里（約89km）が領海と接続水域になっており、残りの約97海里（約180km）が排他的経済水域になっている。
与那国島と台湾の間は約54海里（約100km）である。
|        | 島       | 所属自治体 | 備考                   | 位置                                                            |
| ------ | -------- | ---------- | ---------------------- | --------------------------------------------------------------- |
| 最北端 | 硫黄鳥島 | 久米島町   | 有人島に限れば伊平屋島 | 硫黄鳥島波照間島北大東島与那国島那覇市伊平屋島沖縄県 (南西諸島) |
| 最南端 | 波照間島 | 竹富町     | 日本最南端の有人島     | 硫黄鳥島波照間島北大東島与那国島那覇市伊平屋島沖縄県 (南西諸島) |
| 最東端 | 北大東島 | 北大東村   |                        | 硫黄鳥島波照間島北大東島与那国島那覇市伊平屋島沖縄県 (南西諸島) |
| 最西端 | 与那国島 | 与那国町   | 日本最西端の島         | 硫黄鳥島波照間島北大東島与那国島那覇市伊平屋島沖縄県 (南西諸島) |

離島が多いものの、離島の医療は人材的あるいは経済的理由から不足気味であり、病院がなく診療所のみという島も多い。そのため、離島で治療できない急患患者の沖縄本島への空輸を陸上自衛隊や海上保安庁が行っている。なお、宮古島、石垣島には県立の総合病院が設置されているため、それらの島の周辺離島での急患は沖縄本島ではなく宮古島や石垣島に搬送される場合もある。
県庁所在地である那覇市の半径1,000km圏内には九州島全域や下関市、上海、福州や台湾島全域が含まれ、1,500km圏内には大阪、南京、ソウル、平壌、マニラ、香港などが位置する。2000km圏内には東京、仙台、北京、瀋陽、海南省海口市、長春、ウラジオストクなどが存在し、2500km圏内には稚内、成都、重慶、ハノイ、グアム、北マリアナ諸島、パラオが収まるなど、まさに東アジア・東南アジアと日本との接点とも言える位置にある。
沖縄本島の中南部は那覇市や沖縄市を中心として都市化や人口集中が進んでおり、全面積の約5分の1に110万人以上が居住している（沖縄本島#中南部都市圏 も参照）。その上、治外法権の米軍基地が多数存在しており、利用できる面積はさらに限られる。そのため人口密度は全国で第9位であり、三大都市圏の都府県を除くと福岡県に次いで2番目に高い。

### 地質
琉球諸島は太平洋側の琉球海溝と東シナ海側の沖縄トラフに挟まれる。琉球海溝はフィリピン海プレートがユーラシアプレートに潜り込むことによりできたもので、これは南海トラフと同様の成因である。また背海盆沖縄トラフはユーラシアプレートが新しい時代に引き裂かれて陥没した1000 - 2000ｍの窪みであり熱水鉱床などがみられる。地質的には琉球列島（諸島）のうち沖縄島と奄美大島はケラマ海裂とトカラ海峡とに挟まれた中琉球と呼ばれ、島は海洋地殻の上に海洋地殻の付加体（海洋地殻の陸側斜面となるユーラシア・プレートの下にフィリピン海プレートが沈み込むときに、海溝の陸側斜面ユーラシアプレートの端に押し付けられて隆起した海洋地殻の上の堆積物）で構成され、さらに3億 - 5000万年前の古い付加堆積物で作られる沖縄島北側と、500万年前に作られた現地性堆積物により構成される沖縄島南側に大きく分けられる。

### 自然
生物
亜熱帯地帯で生物に好適な気候に恵まれ、貴重な動植物が多い。沖縄本島北部には山原と呼ばれる森林が広がっており、ノグチゲラ、ヤンバルクイナ、ヤンバルテナガコガネといった天然記念物など貴重な生物が生息している。山原と沖縄本島の海岸線の一部、慶良間諸島などが沖縄海岸国定公園に指定されている。西表島一帯および石垣島の一部が西表石垣国立公園に指定されており、マングローブ林が広がるほか、イリオモテヤマネコなどの貴重な生物が生息している。なお、環境省が指定する日本の重要湿地633のうち、66箇所が沖縄県内にある。これは、北海道（75箇所）に次いで日本で2番目に多い。
大雨と水不足
2005年（平成17年）から2007年（平成19年）各年の6月に梅雨前線の影響で大雨と雷が沖縄本島を襲い、各地で冠水、土砂崩れ、崖崩れなどが相次いだ。平年値では年間を通じて降水量が多いが、梅雨と台風による降雨が多いこと、年による変動が大きいこと、大きな河川がなくすぐに海に流出してしまうことなどから、気候および地形的に水不足に陥りやすい。また、1946年に約51万人だった人口が、本土復帰の1972年（昭和47年）に約96万人と増加し、需給関係から1990年代前半までしばしば水不足による断水が行われた。特に1981-1982年の渇水では日本最長の326日間にわたって給水制限が実施された。そのため、屋根の上などに給水タンクを設置している家が多い。しかし、沖縄本島北部から南部への導水が進み、また1997年（平成9年）に気候に左右されず安定して水の供給が可能な海水淡水化施設が北谷町に完成したことで、2005年（平成17年）に県人口が約136万人と増加したものの、断水に見舞われることは減った。
地震
「地震大国」と言われる日本において、九州などと同じく、一年あたりの（有感）地震回数が少ない。しかし、損害保険料率算出機構の最新の統計集では2等地となっており、特段リスクが低い地域と見なされなくなった。過去には1771年の八重山地震による大津波で、先島諸島に多大な被害が生じている。最近では2010年（平成22年）の沖縄本島近海で発生した地震で約100年ぶりに沖縄本島で震度5以上を観測し、勝連城跡の城壁の一部が崩壊した。

### 気候
日本国内における気候区分では南日本気候に属する。
宮古島、多良間島、石垣島、西表島、与那国島、波照間島および沖大東島は熱帯性気候でケッペンの気候区分では熱帯雨林気候 (Af) に、北大東島および南大東島は同じく熱帯性気候で熱帯モンスーン気候（Am）、それ以外の地域は亜熱帯性で温暖湿潤気候 (Cfa) に属する。沖縄県各地方ともに高温多湿で年間降水量は2,000mm以上で、年間平均気温は約22°Cとなっている。しかし、最高気温が35℃を超える猛暑日になることはほとんど無い。これは、沖縄は陸地面積が狭く周りを海に囲まれていること（海洋性気候）から、フェーン現象や晴天弱風と都市化がもたらす大規模なヒートアイランド現象のような要因がないためである（但し都市部での小規模なヒートアイランド現象の研究報告はある）。また沖縄は台風銀座と呼ばれており、毎年多くの台風が接近する。月別で注目すると、降水量は梅雨入りの平均期間である5月と台風が多く接近する8月に多い。また、日照時間は7月に長く、冬期の1月・2月では短い。冬季は北からの季節風の影響で雨や曇りの日が多い。梅雨明けころには、夏至南風（沖縄本島ではカーチーベー、宮古・八重山周辺ではカーチーバイ）と呼ばれる秒速10m以上の南寄りの強い風が吹き、夏の到来を告げる季節風として知られている。

#### 降雪
冬期に降雪があることはごく稀であるが、1977年（昭和52年）2月17日に久米島で、2016年（平成28年）1月24日に久米島と名護市で、それぞれみぞれ（気象記録上は雪と同じ扱い）が観測された。気象庁が公式に発表した沖縄県での降雪記録はこの2例のみで、久米島での降雪は日本における降雪の南限記録である。
観測開始以前においては、琉球王国の正史とされる『球陽』によると、1774年、1816年、1843年、1845年、1857年にそれぞれ現在の沖縄県の領域で降雪があったことを記録している。
なお、昭和38年1月豪雪では県内各地で霜、あられ、ひょうなどが観測されており農作物への被害も発生している。
1999年（平成11年）12月20日とその前後に那覇市などで「雪が降った」という目撃談が複数報告され、NHK沖縄放送局でその「雪らしきもの」の映像を放送したが、気温が高かったことなどから気象台は否定的で、公式な降雪記録とはなっていない。
| 平年値 （月単位）                                                              | 平年値 （月単位） | 沖縄諸島       | 沖縄諸島      | 沖縄諸島      | 沖縄諸島       | 沖縄諸島      | 沖縄諸島      | 沖縄諸島       | 沖縄諸島      | 大東 諸島     | 宮古諸島        | 宮古諸島       | 八重山諸島     | 八重山諸島    | 八重山諸島    | 八重山諸島    | 八重山諸島     | 八重山諸島    |
| 平年値 （月単位）                                                              | 平年値 （月単位） | 沖縄本島       | 沖縄本島      | 沖縄本島      | 沖縄本島       | 沖縄本島      | 伊 是 名 島   | 渡 嘉 敷 島    | 久 米 島      | 南 大 東 島   | 宮 古 島        | 多 良 間 島    | 石垣島         | 石垣島        | 西表島        | 西表島        | 波 照 間 島    | 与 那 国 島   |
| 平年値 （月単位）                                                              | 平年値 （月単位） | 国頭村 奥      | 名護市        | 金武町        | 那覇市         | 南城市 糸数   | 伊 是 名 島   | 渡 嘉 敷 島    | 久 米 島      | 南 大 東 島   | 宮 古 島        | 多 良 間 島    | 登野城         | 伊原間        | 祖納          | 大原          | 波 照 間 島    | 与 那 国 島   |
| ------------------------------------------------------------------------------ | ----------------- | -------------- | ------------- | ------------- | -------------- | ------------- | ------------- | -------------- | ------------- | ------------- | --------------- | -------------- | -------------- | ------------- | ------------- | ------------- | -------------- | ------------- |
| 気候区分                                                                       | 気候区分          | Cfa            | Cfa           | Cfa           | Cfa            | Cfa           | Cfa           | Cfa            | Cfa           | Cfa           | Af              | Af             | Af             | Af            | Af            | Af            | Af             | Af            |
| 平均 気温 (℃)                                                                  | 最暖 月           | 26.7 （7月）   | 28.8 （7月）  | 28.6 （7月）  | 28.9 （7月）   | 27.1 （7月）  | 28.3 （7月）  | 26.7 （7月）   | 28.8 （7月）  | 28.5 （7月）  | 28.7 （7月）    | 29.0 （7月）   | 29.5 （7月）   | 28.8 （7月）  | 28.9 （7月）  | 28.9 （7月）  | 28.9 （7月）   | 28.8 （7月）  |
| 平均 気温 (℃)                                                                  | 最寒 月           | 14.5 （1月）   | 16.3 （1月）  | 16.2 （1月）  | 17.0 （1月）   | 15.2 （1月）  | 16.1 （1月）  | 15.3 （1月）   | 16.7 （1月）  | 17.7 （1月）  | 18.0 （1月）    | 18.4 （1月）   | 18.6 （1月）   | 18.3 （1月）  | 18.3 （1月）  | 18.0 （1月）  | 18.8 （1月）   | 18.4 （1月）  |
| 降水量 (mm)                                                                    | 最多 月           | 309.5 （6月）  | 248.2 （8月） | 228.8 （5月） | 260.5 （9月）  | 253.3 （6月） | 269.9 （6月） | 268.8 （5月）  | 263.9 （6月） | 200.6 （5月） | 262.5 （8月）   | 249.6 （8月）  | 261.6 （8月）  | 250.6 （9月） | 273.6 （8月） | 284.1 （8月） | 197.7 （9月）  | 293.2 （9月） |
| 降水量 (mm)                                                                    | 最少 月           | 138.3 （12月） | 96.2 （12月） | 78.3 （12月） | 102.8 （12月） | 111.7 （1月） | 97.5 （12月） | 124.1 （12月） | 119.0 （7月） | 84.7 （1月）  | 130.8 （1,7月） | 127.2 （12月） | 126.3 （12月） | 122.3 （7月） | 141.6 （7月） | 137.6 （3月） | 106.2 （12月） | 138.5 （7月） |
| 日照 時間 （時間）                                                             | 最長 月           | 239.2 （7月）  | 245.7 （7月） | 218.1 （7月） | 238.8 （7月）  | 210.1 （7月） | 289.8 （7月） | 230.5 （7月）  | 255.4 （7月） | 278.8 （7月） | 246.7 （7月）   | 199.1 （7月）  | 264.5 （7月）  | 245.6 （7月） | 253.2 （7月） | 245.4 （7月） | 259.3 （7月）  | 258.9 （7月） |
| 日照 時間 （時間）                                                             | 最短 月           | 78.3 （1月）   | 86.2 （2月）  | 88.3 （2月）  | 87.1 （2月）   | 93.0 （2月）  | 91.5 （1月）  | 87.8 （1月）   | 77.4 （2月）  | 114.5 （2月） | 82.6 （2月）    | 73.9 （1月）   | 82.1 （2月）   | 70.5 （1月）  | 74.5 （1月）  | 86.5 （2月）  | 91.9 （1月）   | 55.7 （1月）  |
| - 1981年から2010年まで（ただし金武町、多良間島は1971年から2000年まで）の平均値 |                   |                |               |               |                |               |               |                |               |               |                 |                |                |               |               |               |                |               |

### 自然公園
- 国立公園
  - 西表石垣国立公園

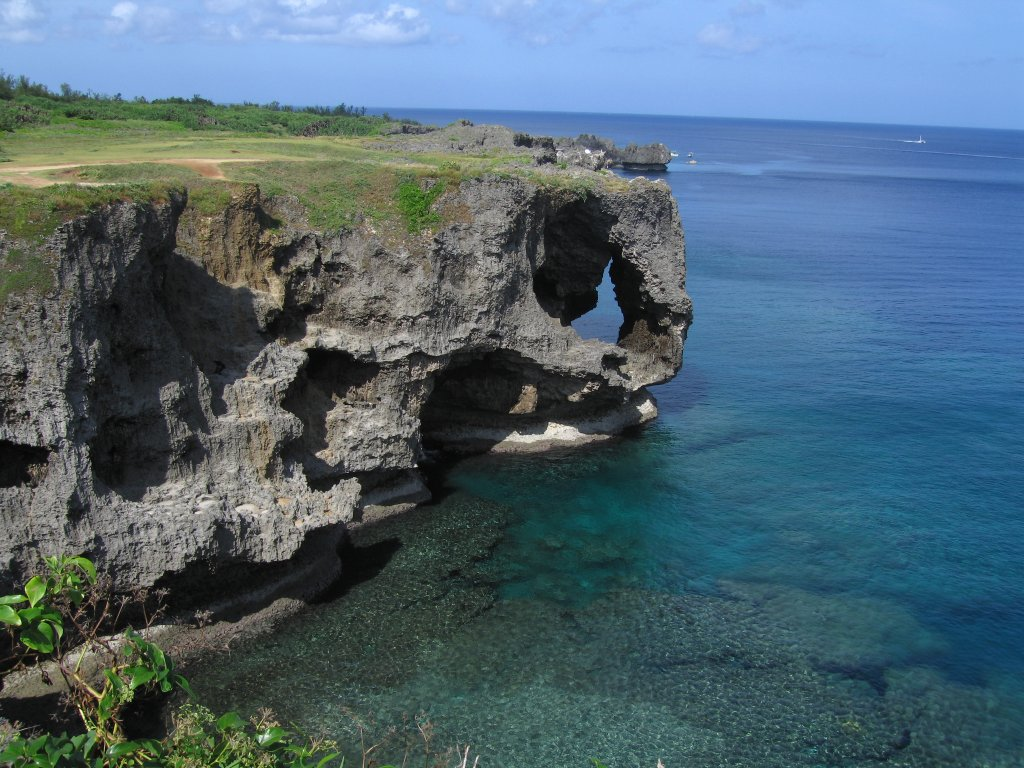
沖縄海岸国定公園（万座毛）

  - 慶良間諸島国立公園（2014年3月5日指定[52]）
  - やんばる国立公園（2016年9月15日指定[53]）
- 国定公園
  - 沖縄海岸国定公園
  - 沖縄戦跡国定公園
- 県立自然公園
  - 久米島県立自然公園
  - 伊良部県立自然公園
  - 渡名喜県立自然公園
  - 多良間県立自然公園（2015年3月29日指定[54]）

### 地形
山岳
- 於茂登岳 (526m) - 沖縄県の最高峰。
- 与那覇岳 (503m) - 沖縄本島最高峰。
- 古見岳 (470m)
- 城山 (177m)

河川
本県の河川の特徴としては、急勾配でかつ、河川延長が短く、流域面積が小さいことが挙げられる。その為、河川流量の変動が顕著で、大雨による増水、少雨による水不足に陥りやすい。またマングローブ林など県外と異なる亜熱帯特有の自然環境を形成している。現在、沖縄本島北部では赤土の流出、中南部では畜舎からの排水などの影響による河川汚染が問題となっている。
本県には国内で唯一、一級河川が存在しない。二級河川の開発は知事の要請に基づき沖縄振興特別措置法により、日本政府の直轄事業として改良・修繕工事を行っている。
- 浦内川 - 沖縄県最長の川でマリユドゥの滝などを有する。

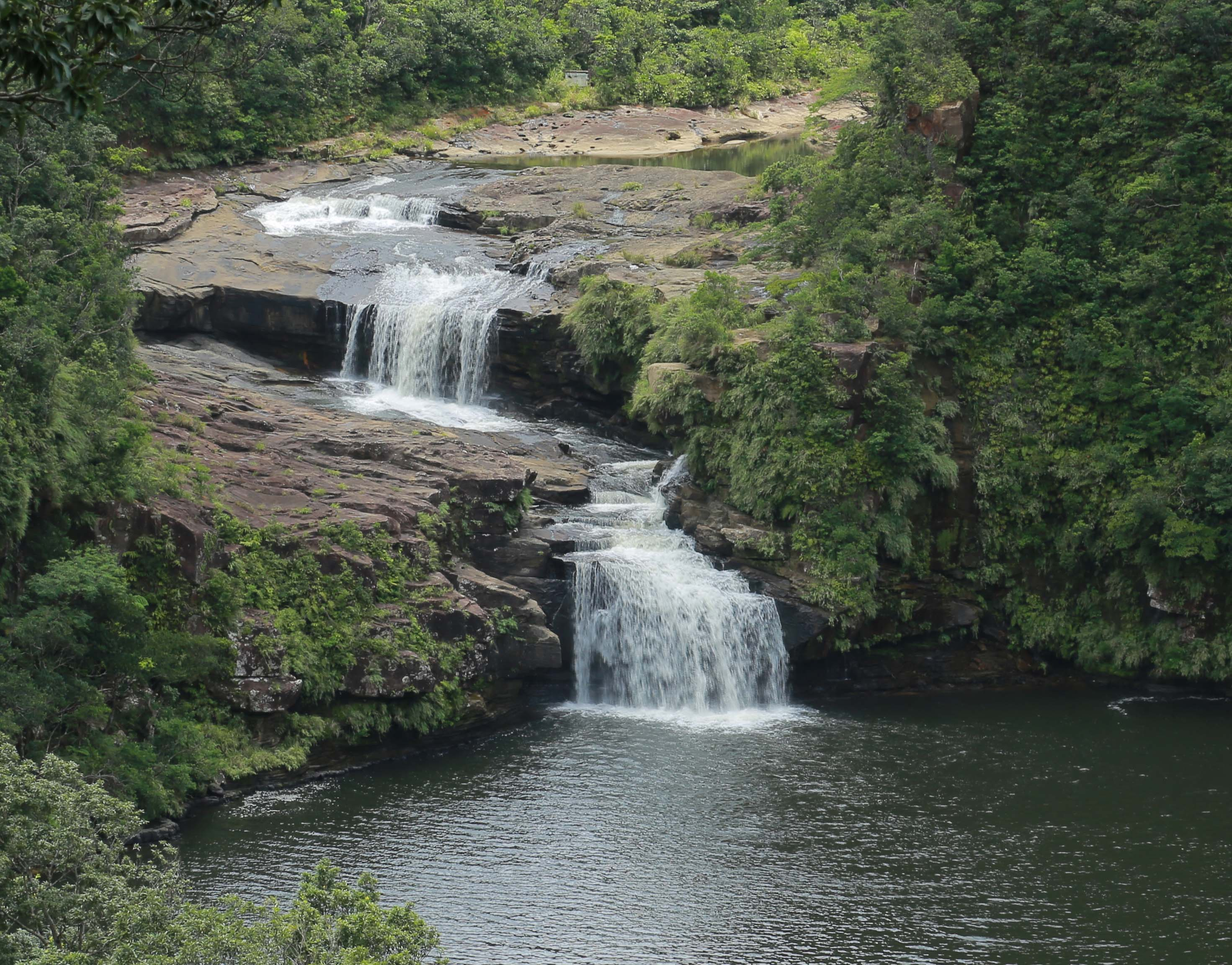
マリユドゥの滝

- 塩川 - 日本で唯一塩分濃度が高い川
- 源河川
- 国場川
- 比謝川
- 羽地大川
- 宮良川
- 報得川

湖沼・干潟など
- 大池 - 沖縄県最大の自然湖
- 福上湖 - 沖縄県最大の人造湖
- 漫湖
- 泡瀬干潟
- 池間湿原
- 名蔵アンパル
- 八重干瀬

### 地域区分
2019年現在、沖縄県には11市、5郡、11町、19村があり、町は全て「ちょう」、村は全て「そん」と読む。
沖縄県の地域は北部地域、中部地域、南部地域（南部離島地域）、宮古・八重山地域に大分される。
南部離島地域は、南部地域に包含される場合があるが、沖縄本島と、伊江島、伊平屋島および伊是名島を除く沖縄諸島と大東諸島の島々の町村を含んだ概念である。
また、伊江島、伊平屋島、伊是名島の村域は北部地域に包含される（「北部離島地域」と言う呼び方は公式ではない）。
ただし、本島周囲の離島であって国頭村、大宜味村、今帰仁村、本部町、名護市、恩納村、うるま市、豊見城市、糸満市、南城市に属する小島嶼 はこれら離島地域には含まれない。
- 北部地域（通称・山原（やんばる）地域）
  - 名護市
  - 国頭郡
    - 国頭村 - 大宜味村 - 今帰仁村 - 本部町 - 恩納村 - 宜野座村 - 金武町 - 東村

  - 伊江島（国頭郡） - 伊江村
  - 伊平屋島（島尻郡） - 伊平屋村
  - 伊是名島（島尻郡） - 伊是名村

中部地域
  - 沖縄市
  - うるま市
  - 宜野湾市
  - 浦添市
  - 中頭郡
    - 北谷町 - 嘉手納町 - 西原町 - 読谷村 - 北中城村 - 中城村

南部地域
  - 那覇市
  - 豊見城市
  - 糸満市
  - 南城市
  - 島尻郡
    - 与那原町 - 南風原町 - 八重瀬町

南部離島地域（すべて島尻郡に属する）
  - 久米島 - 久米島町
  - 慶良間諸島
    - 渡嘉敷島 - 渡嘉敷村
    - 座間味島 - 座間味村

  - 粟国諸島
    - 粟国島 - 粟国村
    - 渡名喜島 - 渡名喜村

  - 大東諸島
    - 北大東島 - 北大東村
    - 南大東島 - 南大東村

宮古・八重山地域
  - 宮古島市
  - 宮古郡
    - 多良間村

  - 石垣市
  - 八重山郡
    - 竹富町 - 与那国町

#### 歴史的な地域区分
1896年（明治29年）4月1日の郡制施行（沖縄県区制）に伴い、那覇区、首里区と、国頭郡、中頭郡、島尻郡、宮古郡、八重山郡の5郡が設置された（2区5郡）。この時点では沖縄県発足以来継続していた旧慣温存政策により琉球王国時代の間切制が残存していた。これは、1908年（明治41年）4月1日に沖縄県独自の島嶼町村制施行により、間切→村（そん）に移管されるまで続いた。
この1896年沖縄県区制施行当時の郡区分を特に「旧郡制」と言う事があり、この境界をもって5地域（5地区）に分ける慣例が制度上も残っている。
この歴史的経緯により、旧郡制当初から現代まで、伊平屋村・伊是名村は島尻郡に属しているがその一方で現代行政区分としては北部地域に組み入れられている。ほか、沖縄本島と伊江島を除く沖縄諸島と、大東諸島の島々の市町村も同様に島尻郡に属しており、必ずしも南部とは言えない南部地域（南部離島地域）に組み入れられている。

### その他の行政区分および都市圏
行政による地域区分は上記のほか、沖縄本島（周辺離島を含む）における広域行政圏として北部広域市町村圏、中部広域市町村圏、南部広域市町村圏を持つ。
これら広域行政圏は、沖縄都市圏や那覇都市圏の影響を受けており、行政機能的、商業的にもより実態に即した圏域を構成している。そのため、中部地域に属する浦添市は南部広域市町村圏に組み入れられている。西原町は公式にも中部広域市町村圏だが、より実態に即して南部扱いされる場合も一部にある。

#### 沖縄本島（本島周囲離島及び伊平屋島、伊是名島、伊江島を含む）
北部広域市町村圏
（旧）国頭郡の範囲に、島尻郡の伊平屋島と伊是名島を加えた範囲。郡の名称から「国頭地区」とも呼ばれる。
- 名護市
- 国頭郡
  - 国頭村 - 大宜味村 - 今帰仁村 - 本部町 - 恩納村 - 宜野座村 - 金武町 - 東村
- 伊江島（国頭郡） - 伊江村
- 伊平屋島（島尻郡） - 伊平屋村
- 伊是名島（島尻郡） - 伊是名村

中部広域市町村圏
（旧）中頭郡の範囲から浦添市を除いた範囲。
- 沖縄市
- うるま市
- 宜野湾市
- 中頭郡
  - 北谷町 - 嘉手納町 - 西原町 - 読谷村 - 北中城村 - 中城村

南部広域市町村圏
（旧）島尻郡および旧那覇区、旧首里区 と、これに中部地域の浦添市を含めた範囲（ここでは沖縄本島部分を扱う）。
なお、西原町は中部地域かつ中部広域市町村圏に属するが、一部の事務組合については南部と合同になることもある。
- 浦添市
- 那覇市
- 豊見城市
- 糸満市
- 南城市
- 島尻郡
  - 与那原町 - 南風原町 - 八重瀬町

#### 沖縄諸島（伊平屋島、伊是名島、伊江島を除く）
南部広域市町村圏（離島）
いずれも（旧）島尻郡、南部広域市町村圏に属している。南部離島地域と同様の概念で「南部離島」などとも呼ばれる。
- 久米島 - 久米島町
- 慶良間諸島
  - 渡嘉敷島 - 渡嘉敷村
  - 座間味島 - 座間味村
- 粟国諸島
  - 粟国島 - 粟国村
  - 渡名喜島 - 渡名喜村
- 大東諸島
  - 北大東島 - 北大東村
  - 南大東島 - 南大東村

#### 先島諸島
宮古地区
旧宮古支庁、（旧）宮古郡の範囲
- 宮古島市
- 宮古郡
  - 多良間村

八重山地区
旧八重山支庁、（旧）八重山郡の範囲
- 石垣市
- 八重山郡
  - 竹富町 - 与那国町

### 米軍基地

沖縄の米軍基地

- 主な米軍基地 - 嘉手納基地、普天間基地など。

2017年現在、在日米軍の専用施設は沖縄本島の総面積の15%を占めている。

## 歴史

### 概略
縄文時代には狩りや漁撈、木の実や果実を採って生活（狩猟採集）をして人々は暮らしていた。特に沖縄は九州と近いと言う事もあり、古くから九州との密接な交流が盛んであった。うるま市の古我地原貝塚では、曽畑式や市来式土器といった九州産の土器や、佐賀県の腰岳産の黒曜石、新潟県糸魚川産のヒスイなどと、九州を主とした日本本土の様々な地域との深い交流が行われていた。『続日本紀』には、文武天皇2年（698年）に朝廷の命により、務広弐文忌寸博士が南島（なんとう）（南西諸島）に派遣されたとある。このときの文忌寸博士の任務は屋久島、種子島、奄美大島の朝貢関係を確認することにあり、文武天皇3年（699年）に多褹・掖玖・菴美・度感から朝廷に来貢があり位階を授けたと記載がある。これ以降、朝廷は種子島に国司を派遣するとともに、久米島や石垣島にも服属を求める使者を派遣している。和銅8年（715年）には南島の奄美・夜久・度感・信覚・球美の島民が来朝し貢上したという記載があり、蝦夷の人々とともに南島の人々に位階を授けたとある。他にも養老4年（720年）に南島人232人に位を授け、また神亀4年（727年）に南島人132人に位階を授けた、などの記載がある。
琉球王国時代に編纂された「中山世鑑」によると、保元の乱で敗れ伊豆に流された源為朝が追手から逃れるため沖縄本島（運天港）に渡り、その子が初代琉球国王舜天になったとされており、正史として扱われていた。14世紀後半には三山王国（北山、中山、南山）が勃興するグスク時代に突入し、中国（明）に朝貢し冊封を受け琉球貿易を行っていた。1429年に中山王尚巴志が南山と北山を滅ぼし琉球を統一、琉球王国を建国した（第一尚氏）。グスク時代の城跡遺跡は『琉球王国のグスク及び関連遺産群』としてユネスコの世界遺産に登録されている。1469年に尚徳王の家臣であった金丸が王位を簒奪し、自らを尚円王と号し即位した（第二尚氏）。周辺の先島諸島や奄美群島にも版図を拡げるが、1609年（慶長14年）に薩摩藩の侵攻を受け尚寧王は降伏、当時王国の支配下にあった奄美群島は薩摩藩に割譲、王国は薩摩藩の支配下におかれた（琉球侵攻）。薩摩による侵攻以降も王国は中国の冊封を受け続け、日本の薩摩藩と清国に『両属』する体制となっていたが鎖国体制下の両国の中継貿易地としての役割を担い、交易を通じて独自の文化と自治を保っていた。この当時の日本本土と沖縄の関わりが、現代まで続く日本の南洋幻想の発端となったとされている。
近代に入り、1853年（嘉永6年）マシュー・ペリー率いる黒船艦隊が琉球に来航し首里城を訪問。翌1854年（嘉永7年）琉米修好条約を締結するのを皮切りにフランスやオランダとも修好条約を締結した。一方、日本本土では明治維新がおこり開国したことを受け、1871年（明治4年）9月に日清修好条規が締結され清との間に外交関係が樹立された。しかし、その約1ヶ月後となる同年10月に宮古島島民遭難事件が発生、明治政府は外交対処のために中央集権国家の確立を急ぎ、1872年（明治5年）、琉球藩が設置され、琉球国王の尚泰を「琉球藩王」に封じて東京に藩邸を置いた。福島外務卿による清との交渉後、1874年（明治7年）に台湾出兵となり、日本の航客に危害を加えないなどの統括権などがイギリス大使の調停による事後処理条約で確認され、清との外交事件が帰着した。1879年3月27日（明治12年）、明治政府は琉球藩を廃して沖縄県を設置、尚泰は東京の藩邸に居を移し華族となる。明治初期に琉球が日本に編入される一連の過程を琉球処分と言う。
1945年（昭和20年）、太平洋戦争では『国内最大の地上戦』と呼ばれる沖縄戦の戦場となった。米軍は4月1日に沖縄本島の読谷村の海岸に上陸、瞬く間に島の北半分を制圧、日本軍は米軍の総攻撃を受け南部に追い込まれ、総司令部が置かれていた首里城も焼け落ち、6月23日に沖縄守備軍最高指揮官の牛島満中将らが摩文仁で自決したことで組織的戦闘は終結した。約3カ月に及ぶ激戦で、アメリカ軍による民家を巻き込む艦砲射撃や爆撃機による絨毯爆撃、ガマや防空壕などへの火炎放射や馬乗り攻撃などにより県民の4人に1人が犠牲になり土地も荒廃した。現在、摩文仁は沖縄戦跡国定公園に指定されており、6月23日は慰霊の日として沖縄県の休日となっている。
沖縄戦後、GHQのSCAPIN - 677指令により南西諸島 は米軍軍政下となり、日本の施政権は停止、行政実体（内務省知事下）としての沖縄県は一旦消滅した（アメリカ合衆国による沖縄統治）。米軍統治下で基地建設のため集落や農地を大規模に接収し、右側通行の道路を整備し、通貨としてB円、後に米ドルを使用させ、日本本土への渡航にパスポートが必要になるなど、米国流のやり方で戦後復興が進められていった。1952年（昭和27年）にGHQの占領下にあった日本が主権回復した後も沖縄は引き続き米軍の統治下におかれた。同年、米軍政が終了、米国主導で新たに琉球政府を設置、本格的な琉球統治と復興に乗り出す。
1950年代以降になると朝鮮戦争やベトナム戦争が勃発し、沖縄は米軍の前線補給基地として重要度を増し、数多くの米軍人が駐留、B-52などの戦略爆撃機や枯葉剤や核兵器といった大量破壊兵器が多数配備され、ベトナムからは『悪魔の島』と恐れられた。経済は基地に大きく依存していた一方で、当時ドル高円安の固定相場制の影響もあり物価は安く生活は安定しており、人口は終戦直後の約50万人から本土に復帰するまでのわずか27年間で約100万人に倍増した。しかし米軍による強権的かつ差別的な施政に島民は強い反感を抱き、本土への復帰を求める大規模な反基地運動が各地で展開されていった（島ぐるみ闘争）。1971年（昭和46年）に佐藤栄作首相とリチャード・ニクソン大統領との間で沖縄返還協定が締結され、翌1972年（昭和47年）に沖縄は日本に施政権が返還され沖縄県が復活した（沖縄返還）。米軍統治時代から続く基地問題や不発弾の問題、日米地位協定の問題は県の主要な政治課題となっている（「普天間基地移設問題」を参照）。

### 年表
- 1879年（明治12年）3月27日 - 琉球藩を廃止し、沖縄県を設置[68]（なお、太政官布告は同年4月4日付けで出されている[69]）、4月5日、鍋島直彬が初代県令に就任[70]（琉球処分）[71]。
- 1896年（明治29年）- 陸軍省臨時台湾電信建設部が大浜（現在の鹿児島県南大隅町 ）- 奄美 - 沖縄本島（現在の読谷村渡具知）間に電信用の海底ケーブルを敷設。翌年石垣島を経て基隆八尺門（台湾）に延伸[72][73]。
- 1936年（昭和11年）12月21日 - 沖縄-鹿児島間で無線電話が開通[74]。
- 1945年（昭和20年）4月 - 沖縄戦勃発。同年6月23日、戦闘終結。沖縄県全土がアメリカ軍の占領下に置かれる。同年9月20日、沖縄本島の収容所で行われた市会議員選挙で、女性参政権が認められ普通選挙実施[75]。
- 1946年（昭和21年）1月 - SCAPIN677により連合国よりアメリカ軍政へ移管。
- 1946年（昭和21年）4月 - 米軍主導の元、沖縄民政府発足。沖縄諮詢会で互選された志喜屋孝信が知事に就任。旧県会議員を主体に議会を設立。
- 1948年（昭和23年）10月 - 「米国の対日政策に関する勧告に対する国家安全保障会議の諸勧告（NSC/2,3）」により米軍の沖縄の恒久保持、基地の開発の方針を掲示。
- 1950年（昭和25年）12月 - 琉球列島米国民政府（United States Civil Administration of the Ryukyu Islands）とアメリカ軍政の沖縄統治機関の名称を変更。大規模な基地建設の開始。
- 1952年（昭和27年）4月1日 - 琉球政府設立。
- 1957年（昭和32年）9月18日 - 台風14号が接近。死者52人、行方不明者79人、倒壊家屋約2万戸[76]。
- 1960年（昭和35年）4月28日 - 沖縄県祖国復帰協議会設立。
- 1970年（昭和45年）12月20日 - コザ暴動発生。
- 1972年（昭和47年）5月15日 - 日本に復帰し沖縄県再設置（沖縄返還）。
- 1975年（昭和50年）7月 - 沖縄国際海洋博覧会開催。その際皇太子明仁親王（当時）夫妻の沖縄訪問時にテロ事件が発生。
- 1978年（昭和53年）7月30日 - 対面交通の変更。車両が右側通行から左側通行へ変更。（「730」）。
- 1981年（昭和56年) 7月 - 日本最長の326日間にわたる給水制限を実施。（昭和56-57年沖縄渇水）
- 1987年（昭和62年) -  第42回国民体育大会開催。
- 1992年（平成4年) 11月2日 - 首里城正殿などを復元、首里城公園開園。
- 1995年（平成7年）9月4日 - 沖縄米兵少女暴行事件が発生し、普天間基地移設問題に波及。
- 1997年（平成9年)  - 日米間で普天間飛行場の返還を含む基地移転案に基本合意。
- 2000年（平成12年）
  - 7月21日 - 九州・沖縄サミットが開催され、それを記念して二千円紙幣を発行。
  - 11月30日 - 首里城などの各グスク、玉陵、識名園、斎場御嶽などが「琉球王国のグスク及び関連遺産群」として世界遺産に登録される。
- 2002年（平成14年）11月1日 - 沖縄美ら海水族館が開園。大水槽および水槽のパネルは当時世界最大規模であった。
- 2003年（平成15年）8月10日 - 沖縄都市モノレール線が開通。
- 2004年（平成16年）
  - 1月 - 明仁天皇（当時）、宮古島を初訪問。
  - 8月13日 - 沖縄国際大学に米軍ヘリコプターが墜落する (沖国大米軍ヘリ墜落事件)。普天間基地返還の要求が強まる
- 2012年（平成23年）9月11日 - 尖閣諸島国有化。
- 2013年（平成25年）12月27日 - 仲井眞弘多知事が米軍普天間飛行場の名護市辺野古移設に向けた埋め立てを承認。
- 2014年（平成26年） - 知事選挙で仲井眞弘多が敗れ、翁長雄志が知事に当選。
- 2015年（平成27年） - 普天間飛行場の辺野古移設を巡り県と国が法廷闘争を繰り広げる。工事を一時停止して協議するが9月に決裂し工事再開。
- 2016年（平成28年） - 裁判所の和解案に基づき政府と協議。9月16日、福岡高裁で辺野古移設に関して県の敗訴が確定。
- 2018年（平成30年）8月8日 - 翁長雄志知事が死去（本土復帰後公選知事初の現職没）[77]。
- 2019年（平成31年）2月24日 - 辺野古米軍基地建設のための埋立ての賛否を問う県民投票が実施され、投票者の7割超、有権者の4分の1超が反対に投票。
- 2019年（令和元年) 10月31日 - 火災により首里城正殿、北殿、南殿などが焼け落ちる。
- 2022年（令和4年) 1月27日 - 沖縄県警察が暴徒に襲撃される事件が発生。

## 人口
2015年度の国勢調査結果より前回の2010年度と比較して、沖縄県の人口は約4万人（2.9%）増加し、都道府県別で東京都（2.7%）を抜き全国で最も人口増加率が高くなった。人口別では初めて65歳以上人口が15歳未満人口を上回った。地域別で見ると沖縄本島の中部と南部で増加し、沖縄本島北部と石垣島を除く離島の大部分で減少している。国立社会保障・人口問題研究所は、2025年に143万3千人まで増加すると予測している。2010年の自然増加率は人口千人あたり5.0人増と全国最高である が、社会増加率は各年により増減が変動する。また2010年度の合計特殊出生率は1.87人 と1975年度以来連続で全国1位を維持している。2015年度国勢調査によれば、65歳以上の人口比率 (19.6%) が、調査開始以来、初めて15歳未満 (17.4%) を上回った。粗死亡率は男女ともに全国で最も低いが、年齢調整死亡率は全国平均に近く、特に成人男性は全国3位以上の年齢調整死亡率となっている。沖縄県在住の外国人は、国籍別で2010年現在アメリカ（米軍とその関係者は含まれない。）が最も多いが、中国・韓国籍の外国人も増加傾向にある。2015年度の国勢調査で、県内の外国人は11,020人となり、2010年度より3,369人 (44%) 増加している。
なお人口統計には含まれない在沖米軍人と軍属およびその家族数は2013年度現在47,300人にのぼる。
2016年度の沖縄県への入域観光客統計は年間8,613,100人で過去最高を記録し一日平均で約23,500人になる。
また県外から赴任した自衛官や国の出先機関の出向公務員も多数存在するために、これらを含めると見かけ上の人口は統計よりも7〜10万人も多い。

沖縄県に属する地方自治体の人口増加率分布図。2010年度国勢調査結果から2015年度を比較。
増加
10.0 %以上
5.0 - 10.0 %
3.0 - 5.0 %
0.0 - 3.0 %
減少
0.0 - 3.0 %
3.0 - 5.0 %
5.0 - 10.0 %
10.0 %以上

| 増加 10.0 %以上 5.0 - 10.0 % 3.0 - 5.0 % 0.0 - 3.0 % | 減少 0.0 - 3.0 % 3.0 - 5.0 % 5.0 - 10.0 % 10.0 %以上 |

| |                                        |  |
| 沖縄県と全国の年齢別人口分布（2005年） | 沖縄県の年齢・男女別人口分布（2005年） |  |
| ■紫色 ― 沖縄県 ■緑色 ― 日本全国 | ■青色 ― 男性 ■赤色 ― 女性              |  |
| 沖縄県（に相当する地域）の人口の推移 \| 1970年（昭和45年） \| 974,057人 \| \| \| 1975年（昭和50年） \| 1,069,228人 \| \| \| 1980年（昭和55年） \| 1,104,892人 \| \| \| 1985年（昭和60年） \| 1,177,465人 \| \| \| 1990年（平成2年） \| 1,220,935人 \| \| \| 1995年（平成7年） \| 1,272,031人 \| \| \| 2000年（平成12年） \| 1,316,882人 \| \| \| 2005年（平成17年） \| 1,360,224人 \| \| \| 2010年（平成22年） \| 1,392,818人 \| \| \| 2015年（平成27年） \| 1,433,566人 \| \| \| 2020年（令和2年） \| 1,467,480人 \| \| |                                        |  |
| 総務省統計局 国勢調査より |                                        |  |
| 1970年（昭和45年） | 974,057人                              |  |
| 1975年（昭和50年） | 1,069,228人                            |  |
| 1980年（昭和55年） | 1,104,892人                            |  |
| 1985年（昭和60年） | 1,177,465人                            |  |
| 1990年（平成2年） | 1,220,935人                            |  |
| 1995年（平成7年） | 1,272,031人                            |  |
| 2000年（平成12年） | 1,316,882人                            |  |
| 2005年（平成17年） | 1,360,224人                            |  |
| 2010年（平成22年） | 1,392,818人                            |  |
| 2015年（平成27年） | 1,433,566人                            |  |
| 2020年（令和2年） | 1,467,480人                            |  |

## 政治
※ 沖縄返還以前の沖縄における統治機構は、「琉球政府」および「琉球列島米国民政府」を参照。

### 知事
| 沖縄県公選知事 |                              |                                                        |    |                                     |                                       |
| 代             | 氏名                         | 在職期間                                               | 期 | 出身地                              | 最終学歴                              |
| 1              | 屋良朝苗 やら ちょうびょう   | 1972年（昭和47年）5月15日 - 1976年（昭和51年）6月24日  | 2  | 中頭郡読谷村                        | 広島高等師範学校卒業 （現・広島大学） |
| 2              | 平良幸市 たいら こういち     | 1976年（昭和51年）6月25日 - 1978年（昭和53年）11月23日 | 1  | 中頭郡西原町                        | 沖縄師範学校卒業                      |
| 3              | 西銘順治 にしめ じゅんじ     | 1978年（昭和53年）12月13日 - 1990年（平成2年）12月9日  | 3  | 島尻郡知念村 （現・南城市）         | 東京大学法学部卒業                    |
| 4              | 大田昌秀 おおた まさひで     | 1990年（平成2年）12月10日 - 1998年（平成10年）12月9日  | 2  | 島尻郡具志川村 （現・久米島町）     | 米国シラキューズ大学大学院修了        |
| 5              | 稲嶺恵一 いなみね けいいち   | 1998年（平成10年）12月10日 - 2006年（平成18年）12月9日 | 2  | 関東州大連 （現・中国遼寧省大連市） | 慶應義塾大学経済学部卒業              |
| 6              | 仲井眞弘多 なかいま ひろかず | 2006年（平成18年）12月10日 - 2014年（平成26年）12月9日 | 2  | 大阪府大阪市                        | 東京大学工学部卒業                    |
| 7              | 翁長雄志 おなが たけし       | 2014年（平成26年）12月10日 - 2018年（平成30年）8月8日  | 1  | 真和志村（現：那覇市）              | 法政大学法学部卒業                    |
| 8              | 玉城デニー たまき デニー     | 2018年（平成30年）10月4日 -                            | 2  | 中頭郡与那城村（現：うるま市）      | 上智社会福祉専門学校卒業              |

### 議会
- 議員定数 48人

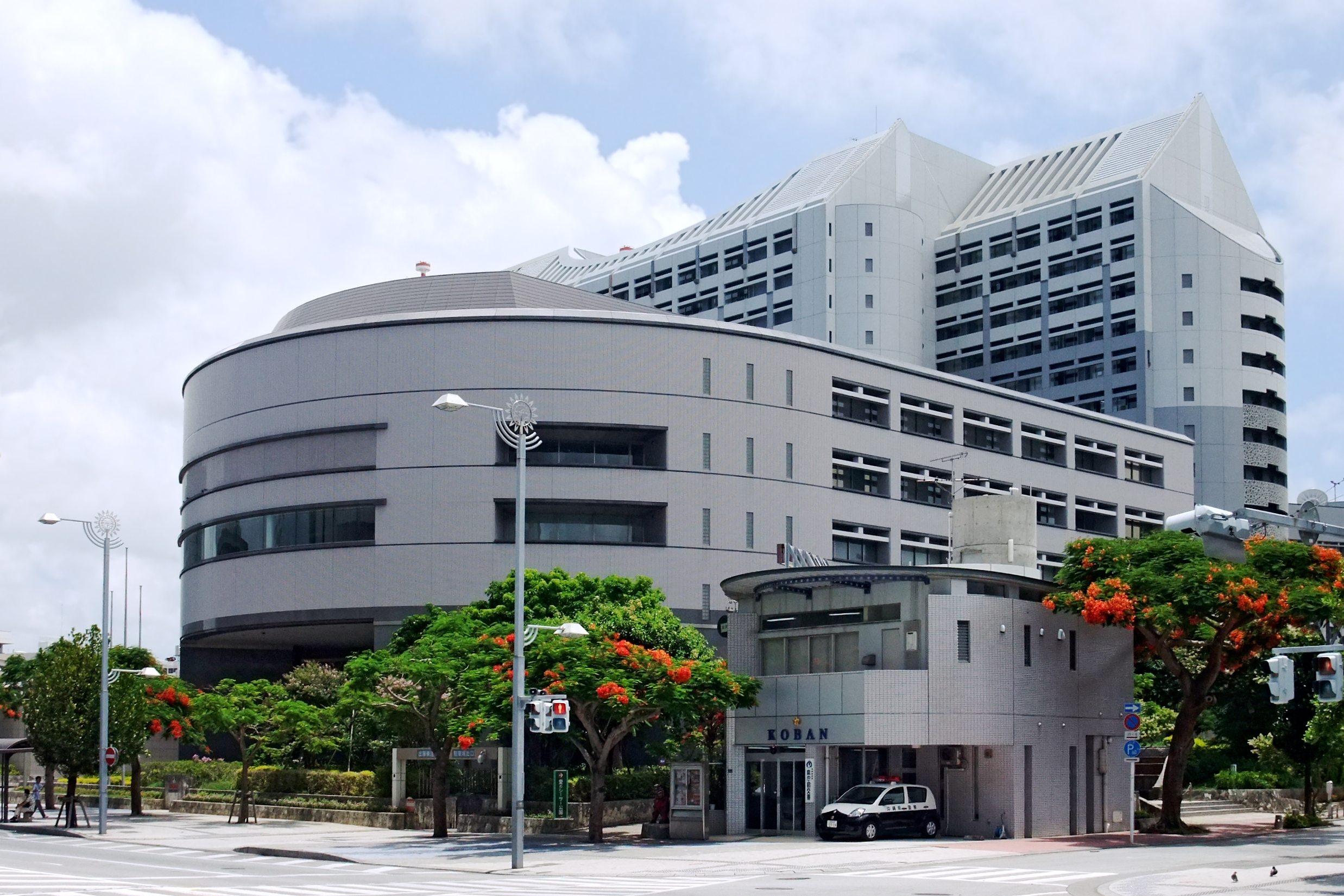
沖縄県議会議事堂（那覇市）

- 任期 4年（2024年（令和6年）6月25日 - 2028年（令和10年）6月24日）

沖縄県議会議員選挙は統一地方選挙では実施されない数少ない都道府県議会議員選挙の1つである（他は東京都、茨城県、岩手県、宮城県、福島県）。これは、日本復帰後の選挙が1972年（昭和47年）6月25日に行われたことによるためある（なお東京と茨城は議会の解散、岩手、宮城と福島は東日本大地震による延期のため）。

### 財政

#### 2021年度
出典：
- 標準財政規模 7155億572万円
- 財政力指数 0.36（全国平均 0.50）
  - 財政力指数は自主財源が乏しいことから、全国順位35位
- 経常収支比率 88%（全国平均 88%）
  - 財政の硬直化が進んでいることを示す指標である
- 実質公債費比率 7.1%（都道府県平均 10.7%）107.4）

- 通常の地方債在高 2713億円
- 臨時財政対策債在高 3265億円

## 経済・産業

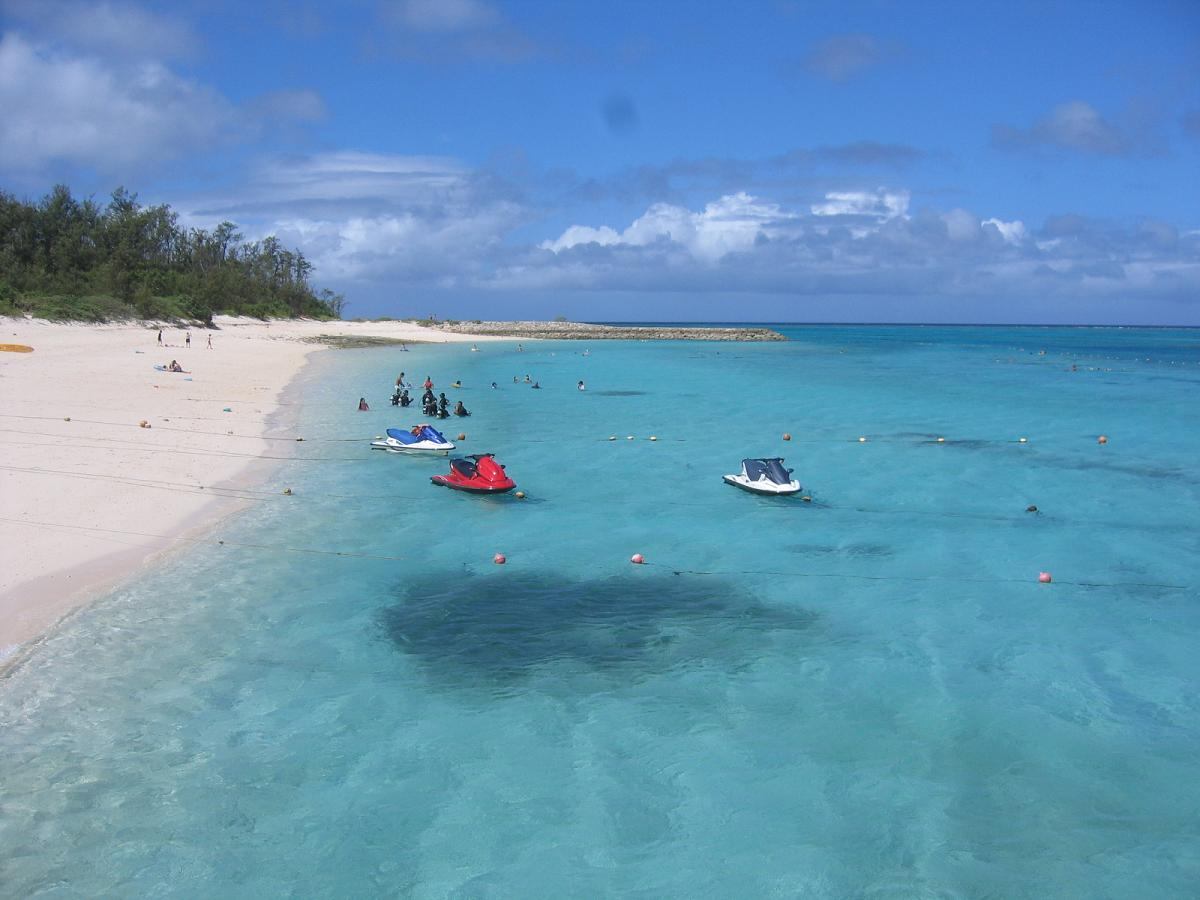
水納ビーチ（水納島）
沖縄県は日本で最も有名なマリンリゾート地の一つであり、重要な観光資源となっている。

### 産業
沖縄県は日本屈指の観光立県であり、サービス業が発達して県経済の中心になっている。また在日米軍基地が生み出す経済（軍雇用者所得、軍用賃借料、米兵向け商店・飲食店など）に依存している側面もあり、約9,000人前後の県民が基地施設に勤務していて、沖縄県庁に次ぐ大口の就職先になっている。「観光」「公共事業」「基地収入」に依存する「3K経済」とも称されている。ただし基地依存度（県民総所得に占める米軍基地関連収入の割合）は、1972年の復帰直後の15.5%から2019年は5.5%と大幅に低下している。
沖縄県内の産業割合を見ると観光業を含む第三次産業が85%（2020年度）を占めている一方で第一次産業は1.2%、第二次産業は14.5%と、全国平均に対し低調である。
沖縄県の産業構造は、全国に比べて第2次産業の割合が低く、第3次産業の割合が高いことが特徴である。2019年度の県内総生産に占める第2次産業及び第3次産業の割合は、それぞれ14.5％及び85.0％となっており、全国の25.8％及び72.2％と比べその差異は明らかである。特に、製造業の割合は、全国の20.0％に対し沖縄県は4.5％とその差異は極めて大きい。また、政府サービス生産者（公的な電気・ガス・水道業や公務などの経済活動）の割合が沖縄県（平成25年度）では16.0％と高い。これらの要因として、アメリカ統治下の沖縄では円よりも価値の高い軍票やドルが用いられ外国製品が安く手に入るため製造業が育たなかったこと、本土復帰後は大規模な公共事業に重点的に取り組むも地元企業は下請けに回ることが多く、その結果雇用が見込める大規模工場が少なく、非正規雇用者が多い要因の一つとなっている。2017年の非正規従業員の割合は43.1%と全国で最も高い。
2014年（平成26年）度の県内総生産は4兆1749億円で、前年度と比較した経済成長率は、1.5%増加した。名目は3.5%増の4兆511億円で、それぞれ6年連続のプラス成長だった。平成26年度の一人あたり県民所得は212万9000円（全国平均は286万8000円）である。失業率は日本一高いが2016年には沖縄の完全失業率は23年ぶり3％台に低下した。
県外の日本国内で生産または供給される商品に関しては、輸送距離の関係から時間・費用が嵩み、輸送費の分だけ県外に比べ割高となってしまう。そのため、県内生産品を除き、県外の地方と比べて、平均小売価格は特段低くはない。食品や携帯電話サービスでは全国的なブランドの商品生産・提供を沖縄独自の法人（沖縄ビバレッジ、沖縄セルラー電話など）が一括して担っていたり、オキコやオリオンビールやブルーシールなど、沖縄独自のブランドが特定ジャンルのシェアを占めている場合もある。

#### 農業・漁業
農業では日本有数の亜熱帯性気候を生かし、マンゴー、アセロラ、パインアップル、ドラゴンフルーツなどのトロピカルフルーツや、サトウキビ、タバコ、ゴーヤー（ニガウリ）といった農作物が生産されている。また、伊平屋島などでは稲作が盛んである。
漁業ではマグロ、イカ、ブリ、タカサゴ、アジ、アカハタなどの他クルマエビ、モズク の養殖も盛んである。
畜産業では、養豚が古くから盛んに行われ沖縄固有品種アグーが有名。またヤギやウシも生産されている。
本土復帰後は付加価値の高い品目に移り変わりつつある。マンゴーや石垣牛などは産出額を大きく増やしているのに対し、サトウキビやパイナップルは栽培・収穫面積を大きく減らしている。
石垣や名護などではちゅらひかりという品種の米が栽培されている。

#### 工業・鉱業
製糖業、飲食料品製造業や、セメント製造を中心とした窯業・土石製品製造業があるがいずれも小規模である。
沖縄本島の本部半島には良質な石灰岩が存在し、セメントの原料や砕石・砕砂の原料として採掘されている。沖大東島や北大東島にはかつて燐鉱山が経営されていたが、北大東島は良鉱石が枯渇しており、沖大東島は戦後、米軍射爆撃場に指定されたたままである。
沖縄本島沖の海底には国内最大規模の熱水鉱床が広がっており、銅、亜鉛などのほか、ガリウムやビスマスなどレアメタルを含むため、次世代の海洋資源として試掘調査が活発化している。
東シナ海の海底には推定埋蔵量約1000億バレルに上る天然ガスや石油が眠っており、日中中間線周辺では中国との領有権争い（東シナ海ガス田問題を参照のこと）が生じている。
植物資源を燃料に充てられるバイオエタノールが脚光を浴び、県産サトウキビが原料として注目され試験操業も行われたが、結局採算が取れず撤退した。

#### 観光業
本県の主な産業として、伝統、歴史、自然、食文化や国際色を生かした観光業が挙げられる。ただし、これらの観光業は景気に左右されやすい。
沖縄本島のリゾートホテル付設や公営の海水浴場の多くは、ワイキキビーチと同様に人工海浜であり、観光資源ではあるが「沖縄の自然」ではない。2009年観光客数は国内外合わせて5,690,000人（国内：5,443,800人、海外：246,200人） である。2019年の訪れる外国人観光客数は1,951,150人に達し、台湾 (40.00%)、韓国 (22.99%)、中国 (18.38%)、香港 (10.26%)、米国 (3.51%) という比率になっている。米国からの観光客は、米軍基地関係者が多く含まれる。
2000年（平成12年）に主要国首脳会議が行われたのをきっかけに、国際会議、コンベンションといったイベント開催地としての体勢作りを進めている。また県はスポーツアイランド構想を掲げエコツーリズムも活発化している。一方2020年（令和2年）以降のコロナ禍では観光頼みの沖縄経済のもろさが露呈した。2020年度の観光客数は258万人にまで落ち込み、海外客は復帰後初のゼロを記録した。

#### 情報
1998年（平成10年）から「沖縄県マルチメディアアイランド構想」に基づき、海底ケーブルの陸揚げ本数が多いことから IX (Internet Exchange) の語に掛けて IT Exchange などの呼びかけを行いコールセンターやIT企業の優遇策による誘致を活発に行っている。その一方で内外から施設は立派であるが内容が伴わないとして箱物行政といった批判も多い。
2010年代ごろからスマートフォンアプリの開発業も盛んになっている。

### 優遇税制・特例

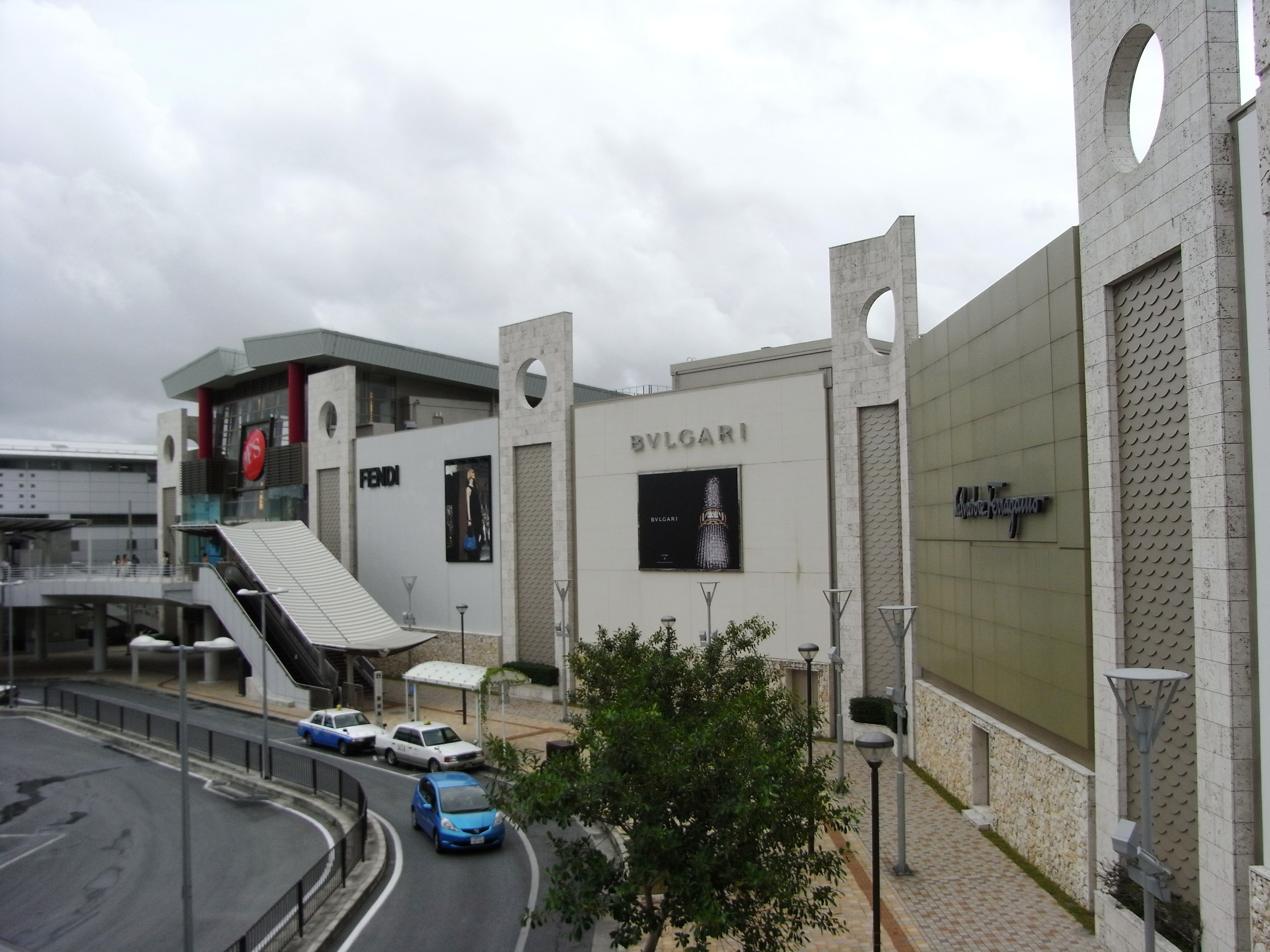
DFSギャラリア・沖縄

経済振興のため、数々の特例 が設定されている。
- ガソリン税（県外より1リットル当たり7円引き）や、沖縄自動車道の通行料金（県外より約4割引）などが軽減されている。
- 沖縄県発着の航空便に関しては、航空機燃料税が50%減免されていることもあり、県外の同一距離路線に比べて5000円程度安くなっている[97] ため、結果として観光客誘致にも寄与している。
- 観光においては、観光戻税制度、のちの特定免税店制度が他県にはない特徴的な優遇税制である。
- 酒税の軽減措置がある（→泡盛、オリオンビール参照）。
- 2002年（平成14年）4月に施行された沖縄振興特別措置法により、IT関連企業、金融関連企業の誘致を行っている。税制上の優遇（法人税の控除、特別土地保有税の非課税、事業所税の課税標準の特例）と大地震などの災害の可能性の低さを理由に、いくつかの企業が特別地区への移動を行っている。

### 企業
県内では、本州などで展開している企業の地域会社が多数存在する。
電気通信事業者
電気通信事業者では、携帯電話の au のサービスを提供する地域会社として沖縄セルラー電話がある。この会社は沖縄県の経済振興を目的として設立された企業であることから、同社の過半数株式を所有する KDDI だけでなく、地元企業の沖縄電力のほか県内の財界、有力企業なども出資している。沖縄県独自のサービスも展開していることもあり、県内では他県での市場占有率が首位のNTTドコモを抑えている（2005年（平成17年）現在の市場占有率は49%）。なお、同社は政治的な配慮によりドミナント規制対象外だったが、のちに au 本体 (KDDI) が対象となっている。
また、アステルグループのPHSサービスを提供していた沖縄電力グループの旧アステル沖縄を引継ぎ、2005年（平成17年）1月25日に事業を開始したウィルコム沖縄（本州などでPHSサービスを提供するウィルコム（旧DDIポケット）の子会社として設立。のちにソフトバンクの子会社となりY!mobileブランドを展開）があった。(2022年4月にソフトバンクに吸収合併され解散、事業はソフトバンクが承継。)
酒類
ビールメーカーとして県内で大きな市場占有率を持つオリオンビールが存在する。なお、同社は県内における酒税減免措置にのった県内市場の高い占有率を成しているが、日本全体で見た場合の市場占有率は1%程度であるため独占禁止法に抵触しないとされる。
新聞
新聞は輸送事情の関係から、現地印刷を行う日本経済新聞、県内地方紙と提携のうえ印刷・発行しているスポーツニッポン・日刊スポーツを除き、当日の朝に配送することが不可能なため（県外における夕刊配達の時間帯に朝刊が配達される状態）、地方紙である沖縄タイムスおよび琉球新報が購読率の大半を占めている。また石垣島・宮古島には主に島内や周辺離島を販売域とする新聞がそれぞれ2紙づつ発行されている（宮古島：宮古毎日新聞/宮古新報、石垣島：八重山毎日新聞/八重山日報）。
金融
金融機関は、県内に本店を置く地方銀行3行のほかコザ信用金庫、郵便局（ゆうちょ銀行）やJAバンク（JAおきなわ）などの店舗が多い。県外の地方銀行は鹿児島銀行の沖縄支店が2015年に設置され、那覇市に2店体制で営業している。
都市銀行については、みずほ銀行那覇支店が存在し、三菱UFJ銀行は法人営業のみを行う那覇支社を置いている。三井住友銀行は2015年に沖縄進出を検討していると報じられたが、具体化していない。
県の指定金融機関は、沖縄銀行と琉球銀行2行による輪番制。
公的金融機関としては沖縄振興開発金融公庫（沖縄公庫）が、本土における日本政策金融公庫、住宅金融支援機構及び福祉医療機構に相当する業務を実施している。商工組合中央金庫は那覇支店が存在する。
上場企業
県内に本社を置く上場企業は、サンエー（東証プライム）、おきなわフィナンシャルグループ・琉球銀行・沖縄電力（東証プライムと福証）、沖縄セルラー電話・全保連（東証スタンダード）の6社である。
TOKYO PRO Marketに上場している企業は、碧 (那覇市の企業)と琉球アスティーダスポーツクラブの2社である。WBFリゾート沖縄は上場廃止となっている。沖縄振興開発金融公庫、沖縄県産業振興公社や地元の金融機関・企業が出資するOKINAWA J-Adviser（現OJAD）が「OKINAWA型上場モデル」 の展開を掲げてTOKYO PRO Marketに係る指定アドバイザー（J-Adviser）を務めていたが、2019年に資格を返納している。

#### 沖縄県に本社を置く主要企業
製造業
- 沖縄コカ・コーラボトリング（浦添市）
- オリオンビール（豊見城市）
- ヘリオス酒造（名護市）
- 琉球セメント（浦添市）
- コーラルバイオテック（那覇市）
- フォーモスト・ブルーシール（浦添市）
- おっぱ乳業（今帰仁村）
- 沖縄製粉（那覇市）
- 沖縄ハム（読谷村）
- 沖縄ホーメル（中城村）
- 沖縄食糧（浦添市）

小売業
- サンエー（宜野湾市）
- ジミー（宜野湾市）
- 金秀商事（西原町）
- イオン琉球（南風原町）
- リウボウインダストリー（那覇市）
- 沖縄ファミリーマート（那覇市）
- ローソン沖縄（浦添市）
- メイクマン（浦添市）
- ホームセンタータバタ（うるま市）
- りゅうせき（浦添市）

一般電気事業
- 沖縄電力（浦添市）

都市ガス事業
- 沖縄ガス（那覇市）

卸売業
- GIMA（浦添市）
- 琉薬（浦添市）

情報通信業
- 沖縄セルラー電話（那覇市）
- CSKコミュニケーションズ（那覇市）
- プロトソリューション（宜野湾市）

新聞業
- 琉球新報（那覇市）
- 沖縄タイムス（那覇市）
- 宮古毎日新聞（宮古島市）
- 宮古新報（宮古島市）
- 八重山毎日新聞（石垣市）
- 八重山日報（石垣市）

放送業
- 琉球放送（那覇市）
- 沖縄テレビ放送（那覇市）
- 琉球朝日放送（那覇市）
- ラジオ沖縄（那覇市）
- エフエム沖縄（浦添市）

金融業
- 琉球銀行（那覇市）
- 沖縄銀行（那覇市）
- 沖縄海邦銀行（那覇市）
- コザ信用金庫（沖縄市）
- おきぎん証券（那覇市）
- OCS（那覇市）

運輸業
※バス会社については#バスを参照。
- 日本トランスオーシャン航空（那覇市）
- 琉球エアーコミューター（那覇市）
- 沖縄岡崎運輸（那覇市）
- 沖縄交通（那覇市）

建設業
- 國場組（那覇市）
- 沖電工（那覇市）

観光業
- かりゆし（那覇市）
- ザ・テラスホテルズ（名護市）
- 沖縄ツーリスト（那覇市）

飲食業
- A&W沖縄（宜野湾市）

サービス業
- 琉球フットボールクラブ（沖縄市）

家賃保証業
- 全保連（那覇市）

## 交通

### 空港

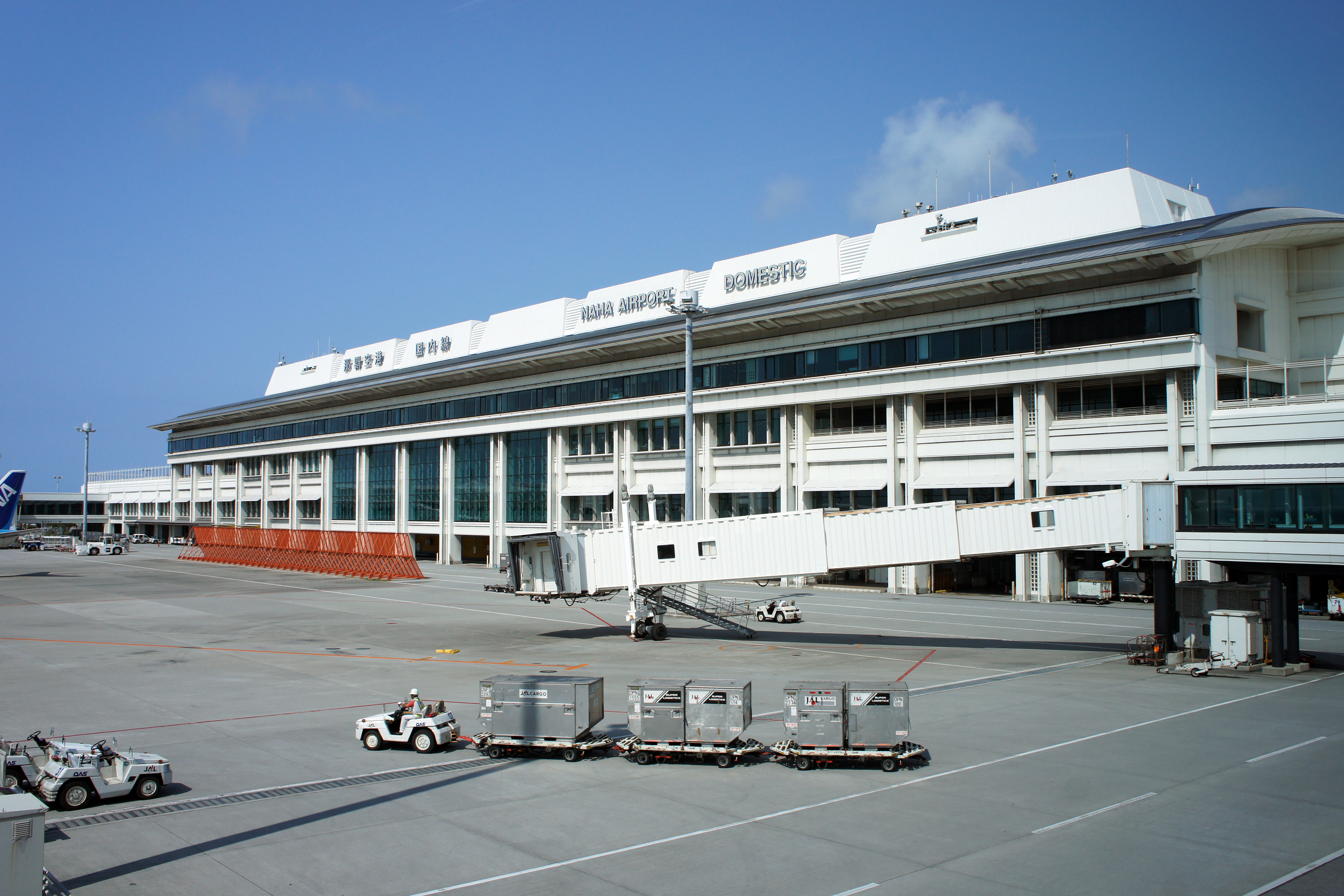
那覇空港（那覇市）

島嶼県であるという事情から、県外への移動や県内離島間の移動は空路が主に利用されている。特に、宮古列島、および八重山列島については、域外との定期旅客航路が休止または廃止となっており、原則として航空路線での移動が必須となっている。県内には、以下の表の空港と伊是名場外離着陸場があるほか、在日米軍が基地として利用する嘉手納飛行場、普天間飛行場などがある。
| 空港   | 旅客合計     | 国内線       | 国内線 | 国内線 | 国際線      | 国際線                                                                                           |
| ------ | ------------ | ------------ | ------ | --- | ----------- | ------------------------------------------------------------------------------------------------ |
| 空港   | 旅客合計     | 旅客数       | 定期便 | 定期便 | 旅客数      | 定期便                                                                                           |
| 那覇   | 21,161,683人 | 17,524,761人 | 県外   | 新千歳・仙台・茨城・羽田・成田・（新潟）・小松・静岡・中部・伊丹・関西・神戸・岡山・広島・岩国・高松・松山・高知・北九州・福岡・熊本・長崎・宮崎・鹿児島・奄美・徳之島・沖永良部・与論 | 3,636,922人 | ソウル・釜山・大邱・北京・上海・天津・杭州・南京・香港・台北・台中・高雄・バンコク・シンガポール |
| 那覇   | 21,161,683人 | 17,524,761人 | 県内   | 北大東・南大東・久米島・宮古・石垣・与那国 | 3,636,922人 | ソウル・釜山・大邱・北京・上海・天津・杭州・南京・香港・台北・台中・高雄・バンコク・シンガポール |
| 石垣   | 2,497,171人  | 2,411,480人  | 県外   | 羽田・成田・関西・中部・福岡 | 85,691人    | 台北                                                                                             |
| 石垣   | 2,497,171人  | 2,411,480人  | 県内   | 那覇・宮古・与那国 | 85,691人    | 台北                                                                                             |
| 宮古   | 1,700,590人  | 1,699,901人  | 県外   | 羽田・関西・中部・（福岡） | 689人       | -                                                                                                |
| 宮古   | 1,700,590人  | 1,699,901人  | 県内   | 那覇・石垣・多良間 | 689人       | -                                                                                                |
| 久米島 | 258,640人    | 258,640人    | 県外   | （羽田） | 0人         | -                                                                                                |
| 久米島 | 258,640人    | 258,640人    | 県内   | 那覇 | 0人         | -                                                                                                |
| 与那国 | 105,302人    | 105,302人    | 県内   | 那覇・石垣 | 0人         | -                                                                                                |
| 南大東 | 48,418人     | 48,418人     | 県内   | 那覇・北大東 | 0人         | -                                                                                                |
| 多良間 | 45,186人     | 45,186人     | 県内   | 宮古 | 0人         | -                                                                                                |
| 北大東 | 19,303人     | 19,303人     | 県内   | 那覇・南大東 | 0人         | -                                                                                                |
| 粟国   | 3,794人      | 3,794人      | 県内   | 那覇 | 0人         | -                                                                                                |
| 慶良間 | 490人        | 490人        | -      | - | 0人         | -                                                                                                |
| 伊江島 | 0人          | 0人          | -      | - | 0人         | -                                                                                                |
| 下地島 | 0人          | 0人          | -      | - | 0人         | -                                                                                                |
| 波照間 | 0人          | 0人          | -      | - | 0人         | -                                                                                                |

- 就航先は2019年1月1日現在
- チャーター便の旅客数含む
- 括弧は通年運航ではない（季節運航もしくは運休期間がある）路線を示す
- 三大都市圏への航空路は太字で表記

### 鉄道路線

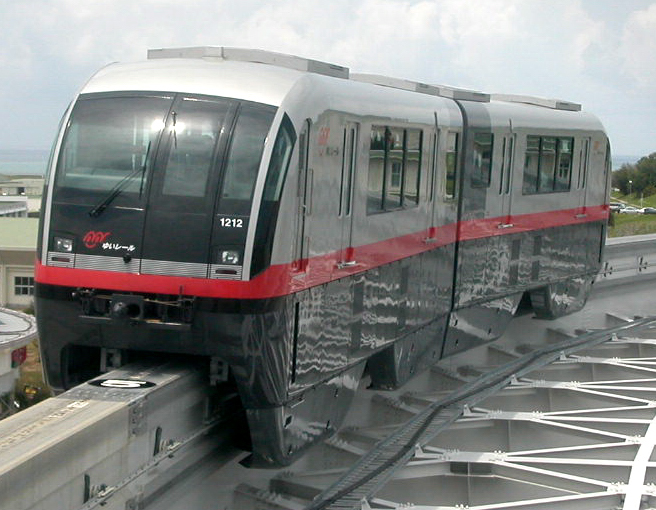
沖縄都市モノレール線

大正時代、沖縄本島に沖縄県営鉄道、沖縄電気（路面電車）、沖縄軌道、糸満馬車軌道が相次いで開業したが、沖縄電気の路面電車と糸満馬車軌道はバスの台頭により太平洋戦争以前の1930年代に廃止され、残った沖縄県営鉄道と沖縄軌道も沖縄戦で破壊され消滅した。戦後は長らく鉄道路線が存在しなかったが、2003年（平成15年）に沖縄都市モノレール線（ゆいレール）那覇空港 - 首里間が開業した。ゆいレールは2019年10月には首里から浦添市のてだこ浦西まで延長され、那覇空港 - てだこ浦西間17.0kmの路線となっている。
2013年現在、2006年（平成18年）に明らかになった那覇 - 名護間に鉄道を建設する沖縄鉄軌道構想は、建設費を政府が一部（または全部）負担することを除き、建設や運営の主体や手法などについて調査、検討段階にある。また南大東村では、観光客の増加を図ることが目的に、1983年までサトウキビを運搬するために島内を運行していた鉄道「シュガートレイン」の復活を計画している。
全都道府県の中で唯一、JR各社の路線が敷設されていない。これは歴史上でも樺太を含む内地48都庁府県で唯一、国有の交通機関が存在したことがなく、鉄道小荷物については琉球海運などとの連絡運輸により取り扱いが行われていた。なお、かつては那覇市に九州旅客鉄道（JR九州）沖縄支店が設置されていたが、2017年3月17日をもって閉店したためJRの営業拠点が全く存在しなくなった。
このほか、鉄道事業法に準拠する索道としては2016年4月1日に宮古島のシギラリゾート内にリフトが設置されている。
沖縄県には陸続きで接する都道府県がなく、他県につながる海底トンネルや橋もないため、沖縄県では全国47都道府県で唯一、他県につながる陸上交通機関が一つもない。

### バス
沖縄本島では那覇市・浦添市内の沖縄都市モノレール（ゆいレール）以外に鉄道がないため、都市内および都市間を結ぶ交通機関として、島内各地にバス路線網が展開されている。また、石垣島や宮古島でも島内の交通機関としてバス路線網がある。
ほかに、島の港、空港、中心集落や観光地を結ぶ交通手段として、小規模な路線バスの運行が行われている島も多い。
また、沖縄県は、前述のとおり日本で唯一、国鉄バスと後身のJRバスの定期旅客営業路線が歴史上において存在したことのない都道府県である。
一般乗合・一般貸切兼業
- 沖縄本島
  - 琉球バス交通
  - 沖縄バス
  - 那覇バス
  - 東陽バス
  - カリー観光（八重山諸島でも同業を展開）
  - やんばる急行バス
  - 沖縄エアポートシャトル
  - 中央交通（沖縄本島では一般貸切専業、宮古諸島でのみ兼業。）

- 宮古諸島
  - 宮古協栄バス
  - 八千代バス・タクシー
  - 共和バス

- 八重山諸島
  - 東運輸
  - 西表島交通

一般貸切専業
- 沖縄本島
  - 中部観光バス
  - 大東交通
  - ワールドトランス
  - 平安座総合開発
  - 沖宮観光バス
  - 結
  - サクシードプランニング
  - 美ら島
  - 國和第一ハイヤー
  - 翔陽
  - 沖縄南観光

- - ハイウエイ沖縄
  - 太陽交通
  - カリー観光
  - ロケーションファースト
  - アンドインディー
  - フジさくら観光
  - Island Limousines
  - タワダロケーションサービス
  - ダイトウ
  - 沖縄ツーリスト

- 伊江島
  - 伊江島観光バス
- 久米島
  - 久米島交通
- 八重山諸島
  - 平田観光
  - かびら観光交通
  - 竹富島交通
  - コハマ交通
  - ちゅら島交通
  - いりおもて観光
  - 最西端観光

特定
- 沖縄本島
  - 那覇空港グランドサービス
  - 那覇バス
- 八重山諸島
  - 東運輸
  - かびら観光交通

### 道路
- 本土復帰後、1978年（昭和53年）7月29日までは、車輌は右側通行だった。※ 730 (交通)も参照。
- 沖縄本島、特に那覇都市圏では渋滞が激しく、県内の1km当たりの渋滞損失額は三大都市圏の都府県に次いで大きい[113]。
- 他の都道府県と比べ県の特性上、レンタカーを示す「わ」ナンバーや「れ」ナンバー、米軍関係者の使用車であることを示す「Y」ナンバーや「A」ナンバーの車が非常に多い。
- 県の自動車保有台数は約100万台である。

高速道路
- 沖縄自動車道
- 那覇空港自動車道

一般国道
- 国道58号
- 国道329号
- 国道330号
- 国道331号
- 国道332号
- 国道390号
- 国道449号
- 国道505号
- 国道506号
- 国道507号

県道

### 港湾
航空機を使うまでもない近接離島間の移動には、船舶が広く利用されている。
重要港湾
- 那覇港
- 運天港
- 金武湾港
- 中城湾港
- 平良港
- 石垣港

## 生活

### 警察
- 沖縄県警察

### 医療・福祉
災害拠点病院
- 沖縄県災害拠点病院

保育所
- 沖縄県保育所一覧

### 教育

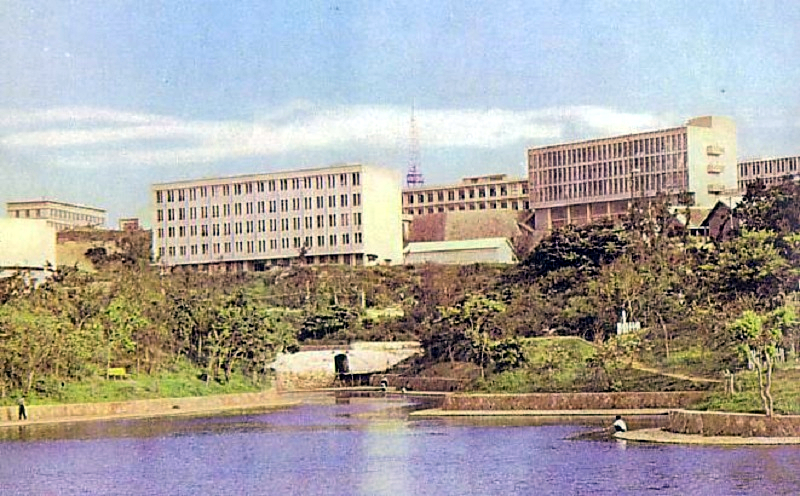
1960年代の琉球大学。開学当初から1980年代前半まで、のちに復元された首里城跡に位置していた。

2007年度より開始された小学6年生および中学3年生を対象にした全国学力・学習状況調査では、2011年度、沖縄県は全ての科目で最下位
となったが、2014年度の調査では沖縄県は小学6年生算数で全国2位となった。
大学
国立
- 琉球大学（本部は西原町であるが、キャンパスの敷地は西原町、中城村及び宜野湾市の3市町村にまたがっている）

公立
- 沖縄県立看護大学（那覇市）
- 沖縄県立芸術大学（那覇市）
- 名桜大学（名護市。1994年（平成6年）の開学から2010年（平成22年）3月まで私立大学であった）

私立
- 沖縄大学（那覇市）
- 沖縄国際大学（宜野湾市）
- 沖縄キリスト教学院大学（西原町）
- 沖縄科学技術大学院大学（国頭郡恩納村。2011年設立）

短期大学
- 沖縄女子短期大学（与那原町）

私立
- 沖縄キリスト教短期大学（西原町）

通信制大学
私立
- 放送大学 沖縄学習センター（西原町）

高等専門学校
国立
- 沖縄工業高等専門学校（名護市)

特別支援学校
- 沖縄県特別支援学校一覧

専修学校
- 沖縄県専修学校一覧

高等学校
- 沖縄県高等学校一覧

中学校
- 沖縄県中学校一覧

小学校
- 沖縄県小学校一覧

幼稚園
- 沖縄県幼稚園一覧

外国人学校
- 沖縄県英語学校一覧

その他教育機関
農業大学校
- 沖縄県立農業大学校

職業能力開発大学校
- 沖縄職業能力開発大学校

### マスメディア

#### 新聞
2大県紙のシェアが合わせて約7割弱に達し、全国紙（一般紙）は下記の事情もあり、他県と比べシェアが極めて低い。また、先島諸島では独自の地域紙が発行されている。
県紙
- 沖縄タイムス
- 琉球新報

先島諸島の地域紙
- 宮古毎日新聞、宮古新報（宮古列島）
- 八重山毎日新聞、八重山日報[注釈 18]（八重山列島）

地方紙その他
西日本新聞も沖縄県の官公庁や図書館、および九州に本社を置く企業・法人の出先機関（沖縄支店など）に向けた事実上の「業務用」として新聞を発行していたが、2009年（平成21年）に発行を停止した。同新聞は1967年（昭和42年）-1977年（昭和52年）と2000年（平成12年）-2009年（平成21年）に那覇支局を設けていた。
全国紙
読売新聞、毎日新聞、朝日新聞、日本経済新聞、産経新聞の各社が県に総局・支局を設置している。2008年（平成20年）11月1日より日経が琉球新報社への委託による現地印刷を開始し、全国紙では唯一、朝夕刊（2018年1月からは朝刊のみで、夕刊は廃止した。）とも地元紙と同時に配達を行っている。なお、読売、毎日、朝日は東京本社版および西部本社版を、産経と、世界日報 は東京本社版を取り扱う販売店が存在する。これらの一般紙はいずれも発行地より空輸されるため、配達は当日の午後にずれ込む（前日の夕刊と同時配達）。また先島諸島や大東諸島については、全国紙だけでなく地方県域新聞2紙も印刷後空輸や船便で配送されるため、本島などから比べて朝刊の配達が遅れてしまう。
スポーツ紙
スポーツ新聞は唯一日刊スポーツが県で現地印刷を行っているが、本州などで発行される新聞とは異なり、10〜12ページで発行されている。かつてはスポーツニッポン（新報スポニチ）も現地印刷を行っていたが、2025年3月31日付で休刊となった。（沖縄県には公営競技の施設がないため公営競技面は掲載されていないほか、番組表も非掲載）。なお、那覇空港内や那覇市内の一部のコンビニでは、東京本社版の各紙が発行日当日に空輸され販売されているが、価格は定価より50円上乗せした180円となっている。

#### 放送局
デジタルテレビの親局送信所は、NHKと沖縄テレビが豊見城市高安に共用し、RBCとQABは1kmほど離れた豊見城市嘉数に共用している。NHK-FMの親局とRBCのFM補完放送のメイン中継局は、それぞれ兼営するデジタルテレビ送信所に設置。単独局のFM沖縄は南風原町の新川に単独で、ラジオ沖縄のFM補完放送のメイン中継局はそこに近接するおきなわTOWERに設置されている。
- NHK沖縄放送局 - 旧沖縄放送協会
- 琉球放送 (RBC)（テレビ：JNN ラジオ：JRN）
  - 通常時終夜放送実施局
- 沖縄テレビ放送 (OTV) (FNN/FNS)
- 琉球朝日放送 (QAB) (ANN)
  - 一部業務を琉球放送に委託
  - 通常時終夜放送実施局
- ラジオ沖縄 (ROK) (NRN)
- エフエム沖縄 (JFN)
- AFN - 在日米軍放送。本州や長崎県にある各局と違い、中波 (AM) ラジオだけでなくテレビおよびFMラジオでも番組を制作し放送している。

##### テレビ放送における特記事項
先島諸島・大東諸島における特記事項
大東諸島では長らく県内のテレビ放送が受信できなかったため、アナログ放送では関東広域圏を放送対象とするテレビ局のうち日本テレビ・テレビ東京を除く各局の放送を、小笠原諸島向けに送信されている衛星回線を使用し中継していた（このほか、NHK衛星第1・NHK衛星第2テレビも地上波で中継）。なお、県内の話題については電話回線を利用した字幕情報が必要に応じて挿入されていた。その後、2011年（平成23年）初頭から敷設工事が進められた海底光ケーブルで送られてくる信号で沖縄本島からのテレビ放送波を送ることができるようになり、同年7月のNHK沖縄放送局・民放各局のデジタル中継局の開局によって、RBC は本島のテレビ放送開始から51年、OTV は本島の開局から52年、QAB は本島の開局から16年でようやく視聴可能になった（詳細は大東諸島#テレビ放送を参照）。
先島諸島に関しても、テレビ放送の開始当初は先発3社4局（NHK・民放2チャンネルずつ）の中継局が整備されておらず、那覇本局からの電波を直接受信、ないしはケーブルテレビの中継回線を介した受信も技術的に不可能であったので、1993年（平成5年）12月の中継局開設までは在那地上波の受信が全くできなかった。そのため、宮古テレビ、石垣ケーブルテレビの自主放送で、在那局、及び三大都市圏のいわゆるキー局などからの番組販売を独自に購入した番組をネットするという状態が続いた。
なお、琉球朝日放送 (QAB) は、1995年（平成7年）に開局後も先島諸島での中継局が整備されなかったため、宮古・石垣では引き続きケーブルテレビの自主放送によりテレビ朝日の番組を時差放送していたが、2009年（平成21年）10月21日にデジタル新局として QAB の中継局が設置され、本島の開局から14年でようやく視聴可能になった。これに伴い、宮古・石垣のケーブルテレビにおいても、中継局非設置の代替として、デジアナ変換 による補完再放送を行っていた。
ネットワーク系列局の空白
県内には、日本テレビ・テレビ東京両系列の放送局が置かれていない（佐賀県と並び、クロスネット局を含めた日本テレビ系列が放送対象地域外となっている都道府県でもある）が、これらの系列各局により制作された番組の一部は県内の他系列に属する放送局で、ローカル枠で放送されている他、OTVでは、日本テレビ系列が主催する毎年夏放送の『24時間テレビ』、『高校生クイズ』および年末年始の『全国高等学校サッカー選手権大会』の中継（沖縄県大会および全国大会の沖縄県代表絡みの試合）にも参加している他、日本テレビ系が放送権を獲得したFIFAワールドカップの日本代表戦や夏季オリンピックの女子マラソン競技の中継の沖縄県でのネットを担当する。（放送時間がフジテレビ系列の全国放送番組の時間帯に被った場合、その番組については臨時にネット返上するか後日振替放送を行う。）
日本テレビでは、系列局のない県内におけるニュース取材を行う目的で日本テレビ那覇支局を設置している。なお、同局系列の放送局については1990年代に南西放送が開局予定だったが実現しなかった。
他県と隔絶しているゆえの事象
県内の全てのケーブルテレビ局では、アナログ・デジタルとも地形や技術上などの問題もあり、県外民放の再配信は一切行われていなかったが、2019年8月1日からは沖縄ケーブルネットワークの自主放送「テレビにらい」で、2022年10月1日からは宮古テレビの自主放送で、鹿児島読売テレビ（日本テレビ系列）の一部番組のネットを開始した。2020年10月3日から「日テレ系ライブ配信」（現・日テレ系リアルタイム配信）で時間帯限定であるが日本テレビ系列の番組が視聴可能になる。また琉球新報・沖縄タイムスの番組表も鹿児島県を含めた県外民放はラジオを含め一切掲載されていない。

##### AMラジオ局について
- 沖縄本島北部、先島諸島および大東諸島では夜間〜早朝を中心に近隣国の混信をまともに受けやすいため、FM電波を使って中継放送が行われている。
- FM沖縄は1984年に転換するまではAMラジオ局極東放送として放送されていた。
- 沖縄返還後もしばらく民間放送による英語放送が続けられ、琉球放送による放送（KSBK→返還時にJORO）が1973年まで、Far East Broadcasting Company（アメリカ法人。日本語放送は1972年12月に上記極東放送へ引き継ぎ）による放送が1977年まで続けられた。

##### FMラジオ局について
- FM沖縄は、現在先島諸島の多良間島以南、大東諸島では中継局がないため直接受信不可[注釈 22]。NHK-FM は現在大東諸島では中継局がないため直接受信不可である[注釈 23]。
- またコミュニティFM局は県下全ての市にあり、2020年8月現在で計19局が放送を行う[注釈 24]。

##### インターネットラジオでの再放送
- radikoでは、沖縄県内の無料配信、及びそれ以外の県での有料会員制「radiko.jpプレミアム（エリアフリー聴取）」のサービスでは、RBC iラジオ、ラジオ沖縄、FM沖縄を配信している。
- NHKネットラジオ らじる★らじるでは、東京・名古屋・大阪・札幌・福岡・仙台・広島・松山の各放送局の県域放送を選択してラジオ第1・2、FMが聴取できるが、沖縄県の県域ローカル放送は選択できないため同アプリでは聴取できない（2018年からradikoでも提供しているが、ラジオ第1は福岡局、FMは東京本部局のみ聴取可能。タイムフリー聴取不可=番組ごとの聞き逃し配信サービスは一部を除きらじるらじるにて聴取可能）。

##### コールサインについて
アメリカ合衆国の施政権下では KSxx を用いていたが、本土復帰（1972年（昭和47年））以降は JOxx を用いている。

#### ケーブルテレビ
- 沖縄県のケーブルテレビ局を参照。なお大東諸島にはケーブルテレビ局が現状[いつ?]ない。

## 文化・スポーツ
琉球王国成立以前から日本本土の影響を受けつつ、中国大陸や東アジアの文化も受け入れ、混ざり合う文化を築き上げてきた。また太平洋戦争後から沖縄返還に至るまでの期間を米軍に統治されていたため、アメリカ合衆国の文化も多岐にわたって浸透している。

### 宗教

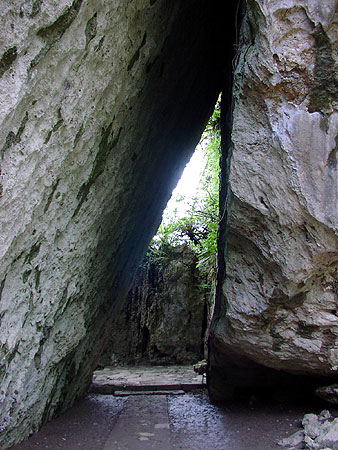
斎場御嶽（南城市）

アニミズムを基本としており、弥生時代頃の日本本土の神道の原形（古神道）に近いと言われる。琉球神道とも言われ、県外の神社に当たるものとして御嶽がある。また、祖先崇拝の風も強く残る。
仏教は、王族や一部の上層階級が信仰していたのみで、一般の農民にはほとんど浸透しておらず、葬式の儀礼の一部に用いられるにとどまった。現在でも仏教信徒（檀家）の数は、県外に比べると極端に少ない。近年葬儀は一応仏式で行われるようになったが、県外のように宗派別の僧侶ではなく、無宗派の僧によって執り行われる場合が多い。また、僧とは別にユタを呼ぶ事例もある。
墓は、自然のほら穴などを使った岩陰墓や崖を掘り込んだ掘込墓から、中国の影響を受けた亀甲墓へと変わり、現在では破風墓が一般的である。また、遺骨の処理方法も風葬や洗骨をする独特の風習があったが、近年では保健所などの指導や婦人運動の結果、多くの地域で火葬が実施されるようになった。

### 言語・方言
沖縄県で使われている言葉は大まかに以下の三つに区分できる。県民の中でも、団塊の世代より後に生まれた世代では、共通語化が著しく、平成以降（特に2000年以降）に生まれた世代になると、琉球語だけでなく沖縄弁（うちなーやまとぐち）でさえも衰退がみられる。文化庁や地方自治体は、メディアやインターネットなどでうちなーぐちの広報をするなどの保護活動を行っている。
- 琉球語 - 日本政府の立場としては、日本語の方言である琉球方言として扱われることが多いものの、ユネスコなどの国際機関の間では日本語とは異なる日琉語族に属した独立した言語であるとされる。伝統的な沖縄の言語であるが、日常的な使用はほぼ明治生まれから焼け跡世代までの県民に限られる。明治から昭和中期まで方言札を使った標準語普及運動が推進されたことに加え、本土復帰運動や戦後のマスメディアや学校教育の発展に伴いそれらを通じて、標準語に接する機会が増えたため、琉球語が使われることは非常に少なくなっている。特に平成以降に生まれた世代では大半が理解することは難しい。おおまかに、国頭語（国頭方言）、沖縄語（沖縄方言）、宮古語（宮古方言）、八重山語（八重山方言）、与那国語（与那国方言）に区分される。それら諸言語（諸方言）の間でもそれぞれ別言語とされることがあるほどの違いがあり、いずれもユネスコにより絶滅危機言語とされている。
- うちなーやまとぐち - 沖縄県民の大半が日常的に使用する言葉であり、日本語の共通語を基盤に琉球語や九州方言、英語の要素を混合させた新方言とされる。沖縄弁とも言われる。しかし、うちなーやまとぐちと言えども、平成以降に生まれた世代では年齢が下がるほどに衰退傾向が著しい（特に2000年生まれ以降はその傾向が強い）。アクセント面で影響が残る程度となっており、語彙面では共通語や首都圏方言と差異がほとんどみられない場合も少なくない。
- 日本語共通語 - マスメディア・学校教育や公的機関などで使われている。昭和初期まで（概ね1930年代まで）に生まれた高齢者層では琉球語、沖縄弁、共通語とのトライリンガル、戦後から昭和末期まで（概ね1940年代から1980年代まで）に生まれた世代では沖縄弁と共通語のバイリンガルが大半であり使い分けができる。一方、平成以降（概ね1990年代以降）の生まれの世代においては共通語（もしくは首都圏方言）とほぼ変わらない言葉を話す傾向が強く、ほぼ共通語のみのモノリンガルに近い。また年々その傾向も年齢が下がるにつれて強くなりつつある[121]。このように、北日本や東日本の諸地域と同様、日本国内でも特に共通語化（首都圏方言化）が進みつつある地域とされており、危惧されている。
- 英語 - アメリカの統治下にあった沖縄では英語が事実上[注釈 25]の第二公用語であった。現在でも英語教育を受けた高齢者や、復帰後に生まれた世代でも、米軍基地雇用員や米軍や兵士相手の商売をしている者や、米国人と結婚した者など英語を解す人は多い。また、前述のうちなーやまとぐちにも英語からの影響は少なからずみられる。

### 人種・民族
人種的には先史時代から10世紀にかけて九州以北の本土住民が沖縄の地に移住したとされる。分子生物学の研究では、沖縄県民の遺伝的構成は、東アジア大陸部の主要集団とは異なり、日本列島人種（大和人）の遺伝的構成に近く、同じ祖先を持つことが確かめられている。沖縄の地に人間が適応できたのは縄文中期後半から後期以降であり、考古学などの研究を含めると大東諸島民を除く沖縄県民の先祖は、比較的新しい時期（10世紀から12世紀ごろ）に農耕をする人々が九州南部から沖縄の地に南下して定住したとされる。
沖縄の地に先祖を持つ人々は、地理的、歴史的および文化的な経緯から「琉球民族」であるとする立場がある。日本政府は琉球民族を沖縄の「先住民族」とは認定していないが、2014年8月に人種差別撤廃委員会は「国連教育科学文化機関が琉球・沖縄について特有の民族性、歴史、文化、伝統を認めている」と言う理由で「先住民族」であるとした。これに対して、日本政府は撤回を働きかけるとし、自民党系議員は「民族分断工作」であると反発した。
琉球王国第二尚氏の末裔で第23代当主の尚衞（しょう・まもる）氏は、2025年5月24日に那覇市の沖縄県男女共同参画センター「てぃるる」で開かれた「戦後80年・沖縄県祖国復帰53周年記念祭典」の来賓あいさつにおいて、沖縄県民は「先住民族ではなく日本人」であるとの認識を示し、国連の自由権規約委員会や人種差別撤廃委員会が示してきた「琉球・沖縄の人々を先住民族と認めるべき」との勧告については「歴史を無視したもので、毅然と反論すべきだ」と述べた。また同発言では、1879年の沖縄県設置（いわゆる琉球処分）を、尚泰王が「琉球の民の幸福を願った正しい決断」であったと主張している。

### 名字
沖縄の名字の多くは、地名に由来する。琉球王国時代では、王族、士族らは現在の名字に相当する家名を名乗り、領地が変わるたびにそれも変化した。薩摩藩による侵攻以降、薩摩藩の政策と琉球王府の施策により、日本風の二字姓家名からいわゆる沖縄風の三文字姓に改名した家系が多い。琉球処分後、一般庶民にも姓を名乗ることが許され、また明治以降は琉球語読みの名字の多くは日本語読みに改まった。

### 建築

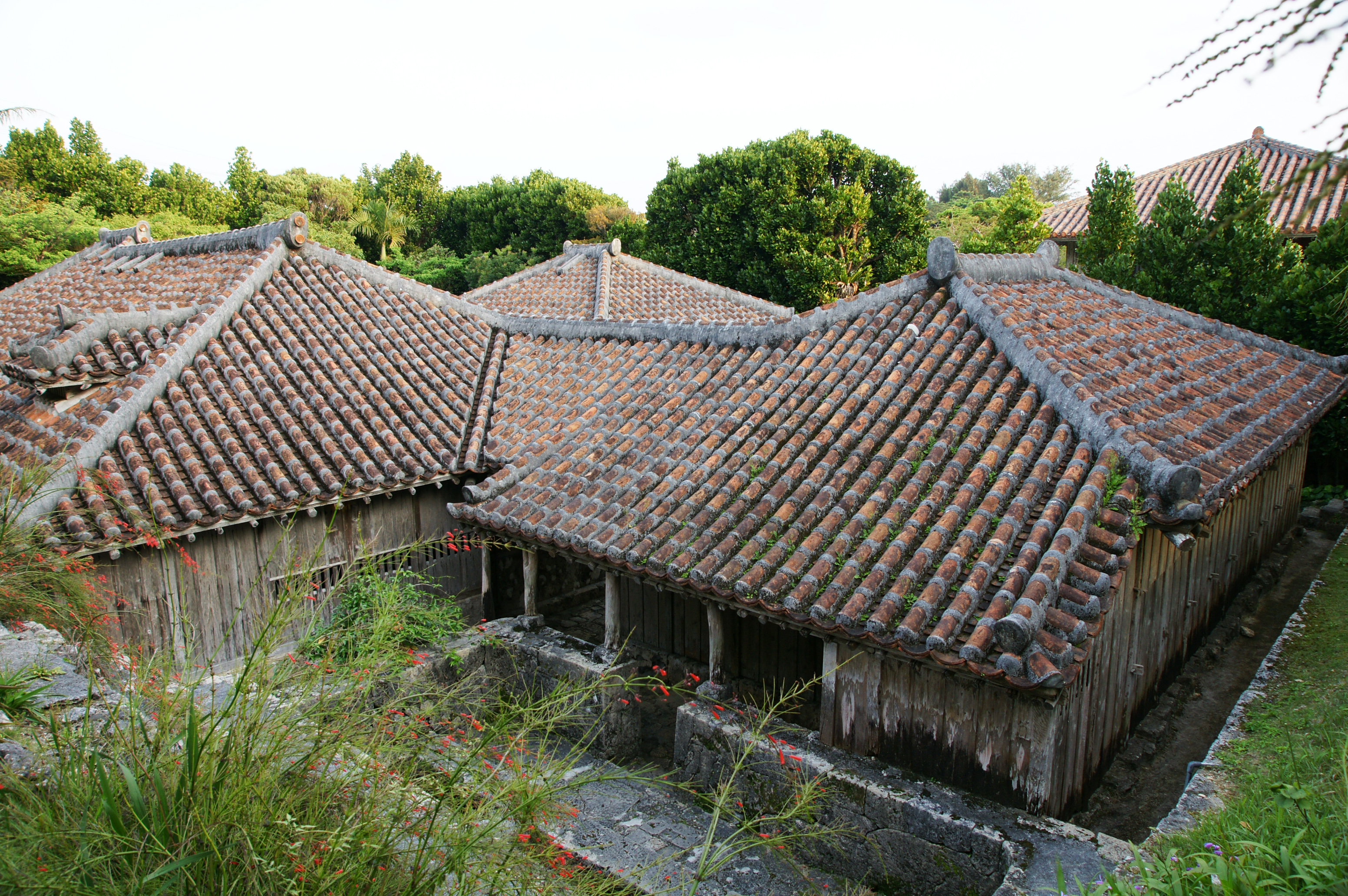
中村家住宅（北中城村）

沖縄県の伝統的な建築技術は、主に琉球王国時代後期（近世）に発展した。多くの建造物は、建築様式や素材、技術などの面で周辺地域の建築様式（主に日本建築・中国建築）との類似点が多く見られるが、資源の状況や風土などが異なるため沖縄独自の発展が見られる。
貝塚時代やグスク時代においては、本土でも見られる竪穴建物や高床倉庫、掘立柱建物などが建てられていたとされる。
王朝時代において、琉球士族などを中心に瓦葺きの木造建築である貫木屋（ヌチジャー）、庶民は主に穴屋（アナヤー）と呼ばれる掘立小屋に住居を構えていた。また住居以外には、城壁や橋梁などの石造建築物に琉球石灰岩が多く使用されたが、沖縄戦により失われた建築物も多い。戦争により多くの木造住宅だけでなく山林が消失し、大量の職人と資材が失われ、復興をアメリカ軍が主導するかたちでツーバイフォー構造の建物が多く建てられた。現在では、台風やシロアリに強い鉄筋コンクリート構造に給水タンク（大きな河川がなく幾度と水不足を経験したため）を設置した住宅が一般的になっており、沖縄県の住宅の９割がRC造となっている。
在日米軍の軍人軍属およびその家族が居住する目的で基地外に建築された外人住宅も多数存在しており、県外の基地縮小とは裏腹に復帰後も戸数は拡大していった。増加する米軍人員を収容するための住宅需要が高まり、民間投資によるアメリカ人向けの大規模な土地造成と住宅地建築が行われた。現在も宜野湾市、北中城村、沖縄市、うるま市、北谷町などに「外人住宅街」が存在し、独特の街並みを形成している。
- 重要伝統的建造物群保存地区
  - 渡名喜島（渡名喜村）
  - 竹富島（竹富町）

### 伝統工芸
経済産業大臣指定伝統的工芸品
- 久米島紬（織物、1975年）
- 宮古上布（織物、1975年）
- 読谷山花織（織物、1976年）
- 読谷山ミンサー（織物、1976年）
- 琉球絣（織物、1983年）
- 首里織（織物、1983年）
- 与那国織（織物、1987年）
- 喜如嘉の芭蕉布（織物、1988年）
- 八重山ミンサー（織物、1989年）
- 八重山上布（織物、1989年）
- 琉球びんがた（染色品、1984年）
- 壺屋焼（陶磁器、1976年）
- 琉球漆器（漆器、1986年）
- 知花花織（織物、2012年）

### 芸能など
エイサーは浄土宗の念仏が基となり形成された伝統芸能であり、近年では宗教色のない創作エイサーへも発展している。
アメリカ統治時代に、コザ市（現沖縄市）では、朝鮮戦争やベトナム戦争に明け暮れた米軍人向けにクラブやライブハウスが流行し、多数のハードロックミュージシャン達が活躍した。戦争の終結、米ドルの相対価値の下落、Aサインバーの閉鎖など、環境の変化に伴い衰えたものの、現在でも全国に進出して活動しているミュージシャンは多い。
現代では沖縄県出身の芸能人も盛んに活躍し、沖縄アクターズスクールの卒業生を筆頭に数多くの歌手、アイドル、タレントの輩出している。

### 衣装

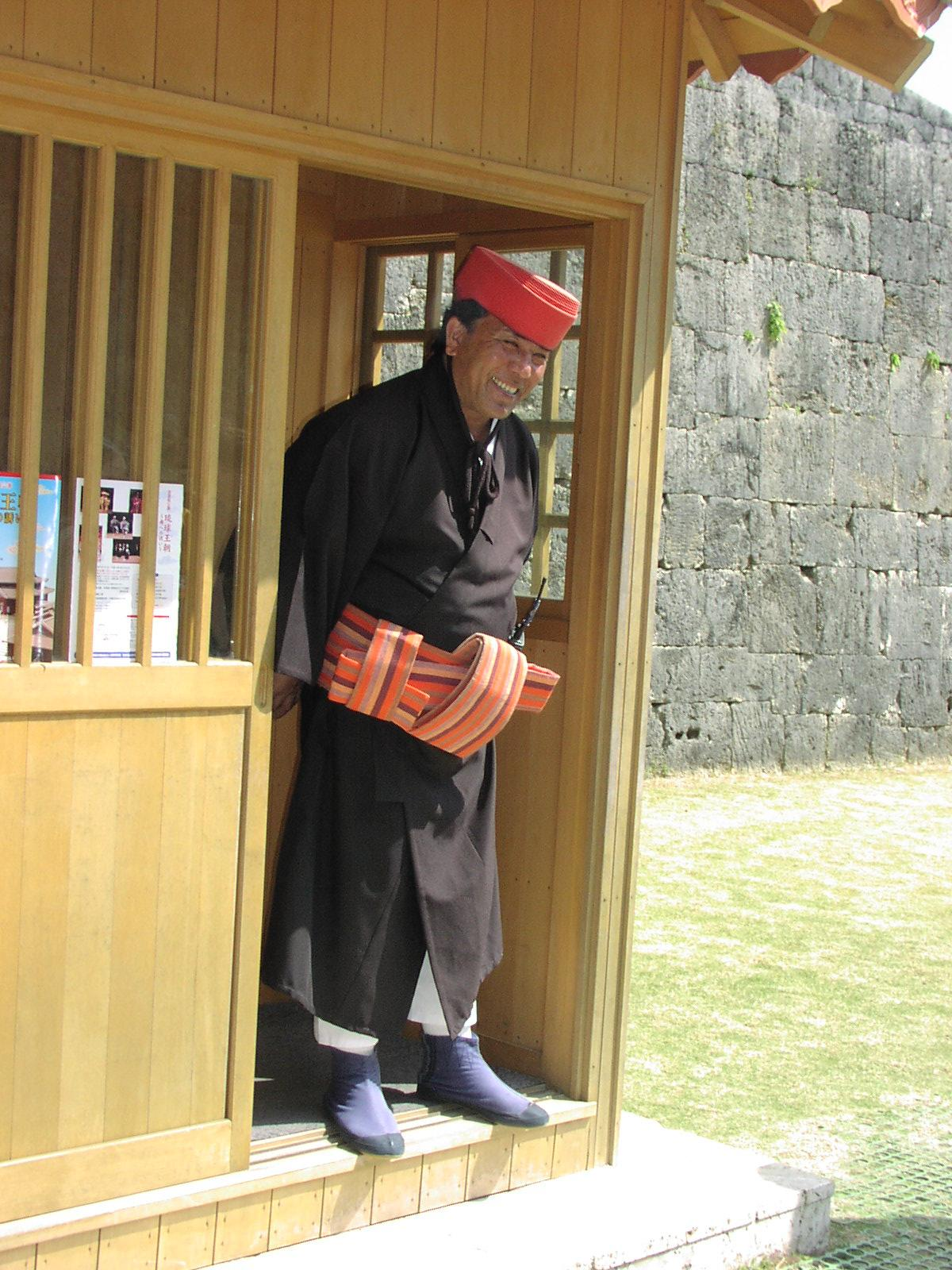
琉装の男性

伝統的衣装である琉装のほか、近年ではアロハシャツに似たかりゆしウェアも見られる。
琉装は、琉球王国以来の伝統衣装の総称で、王府・士族の正装から庶民の衣服まで幅広く用いられてきた。染織では紅型（びんがた）や芭蕉布、宮古・八重山の上布、琉球絣、読谷山花織など沖縄固有の技法が発達し、現在も文化財・伝統工芸として継承されている。仕立てや着付けは温暖な気候に適応しており、袖口が大きく開いた広袖や、通気性の高い素材を用いる点が特徴である。女性は帯で強く締めず、表衣の襟の下部を細帯に挟み込む「ウシンチー」と呼ばれる着付けを行い、風通しを確保する。男性の礼装では、官人が被る「ハチマチ（八巻）」の色や装いが身分を示したとされ、王国の服制と結び付いて運用された。
現代では、婚礼や成人式、琉球舞踊などの式典・芸能、観光体験等で着用され、沖縄の文化を象徴する衣装として位置づけられている。
かりゆしウェアは、アロハシャツのような沖縄の衣服。1970年に「沖縄シャツ」として販売が始まり、1990年代以降に名称が統一され普及した。2000年の九州・沖縄サミットで各国首脳が着用したことを契機に広く知られるようになった。沖縄県内で縫製され、かつ沖縄の特色を表すデザインであることが認定条件とされ、夏季には官公庁や企業の服装としても定着している。
戦後は収容所で生活していた住民らに米軍から放出された衣類が支給された。収容所が解体された後も耐久性や利便性から米軍放出品の衣類が利用され、現在に至るまで販売されている。

### 武術
以前から存在していた沖縄固有の武術「手（ティー）」と、琉球王国時代に伝来した中国武術により融合して誕生したのが、唐手（からて、トゥーディー）であり、後の空手道に発展した。戦後、空手を習得したアメリカ軍人や、日本から海外へ渡った空手家により、次第に世界へと普及した。
広義の琉球古武術は、徒手空拳術（空手）と武器術から成る。一般的に古武術は後者を指すが、空手と武器術は互いに密接な関係にある。棒術、トンファー術など様々だが、中でもヌンチャクを用いた武器術は世界的にも有名である。

### 馬術
速さではなく、美しさを競う古式競馬。琉球競馬（ンマハラシー）は300-500年ほど前から行われ、明治以降は全県民的な催事となり太平洋戦争中までは琉球競馬が盛んに行われていた。
2013年から琉球競馬の復活事業として沖縄こどもの国にて行われる。

### 料理

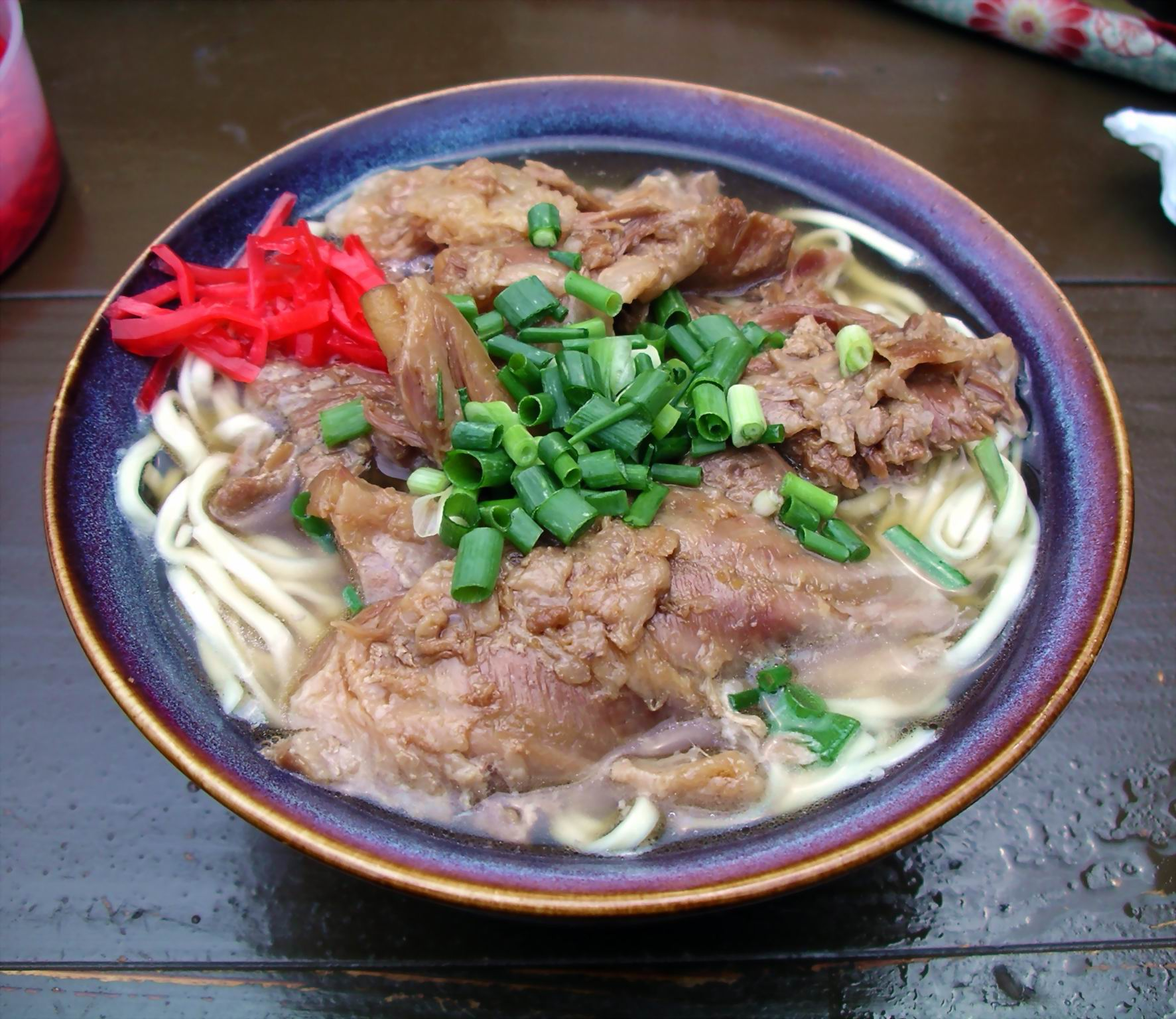
沖縄そば

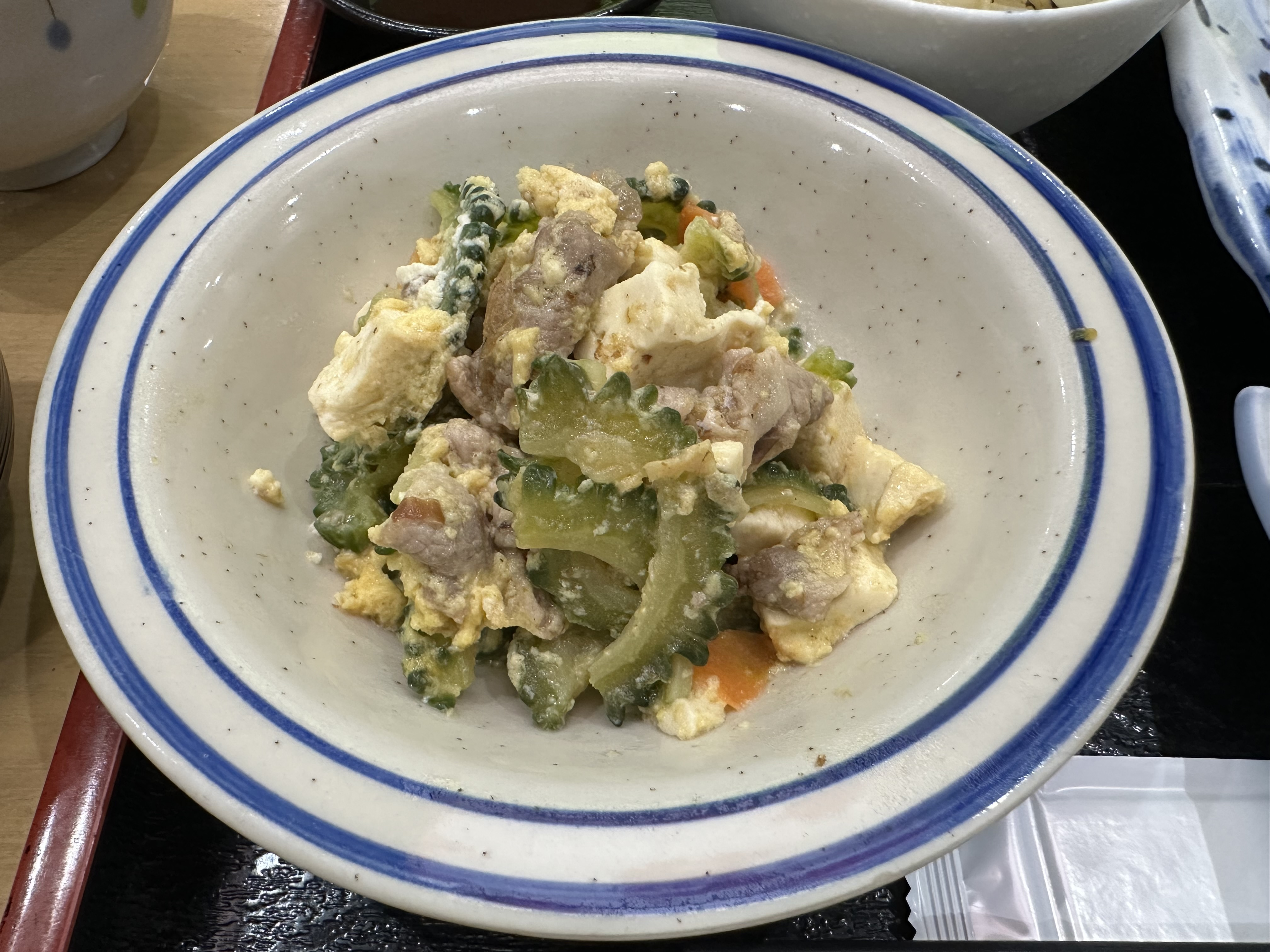
ゴーヤチャンプルー

日本本土においては7世紀以降、仏教の伝来により、稲作を神聖視する一方で、肉食は穢れとみなされ、表向き禁忌とされた。しかし沖縄は仏教の流入が限定的であったため、この思想がなく、早くから肉料理が発達した。大陸の影響からか特に豚肉料理が伝統的に発達している。牛、馬、猪、鳥の肉を食べるが、祝いの席などで山羊の刺身、山羊汁、チーイリチーをふるまうことが多い、山羊の肉と血液を調理するチーイリチャーは、沖縄ならではのものといえる。地理的、歴史的なつながりから、九州との食文化の影響も強く見られ、また逆に九州においても沖縄的な料理の影響が強く見受けられる。海洋交易立国の伝統から、琉球料理には、遠い北海道産の昆布も古くから使われる。
かつては国内有数の長寿地域であった理由に健康的な伝統的食文化があるのでは無いかと考えられている。戦後は米軍統治下で発展したファーストフードやアメリカ料理も根付いており、食の欧米化が進んでいる。その影響で肥満者の割合が高く、2020年時点で女性が16位、男性は43位である。メタボリックシンドロームに該当する人の割合は2割超と全国で最多であり、健康診断で問題なしの比率は22年では3割に満たず、12年連続でワーストだった。
- ゴーヤーチャンプルー
- 沖縄そば
- 泡盛
- アバサー（ハリセンボン）
- グルクン（県魚）

- タコライス
- ポーク玉子
- コンビーフ
- ハンバーガー
- アイスクリーム
- キャンベルスープ
- スパム
- ルートビア

### スポーツ

#### ハーリー
沖縄のスポーツ、催事として、ハーリーがある。ハーリー（爬龍船競漕）は、沖縄県や奄美群島南部で行われる伝統的な海神祭で、航海安全や豊漁を祈願して、旧暦5月4日（ユッカヌヒー）を中心に、港湾部の各地で催される。
競漕では、爬竜船やサバニと呼ばれる長い木造船に漕ぎ手や舵取り、太鼓打ちが乗り込み、港内で速さを競う。出場するのは地域の漁業関係者が中心だが、近年は学校・企業・観光客、自衛隊関係者、米軍関係者なども参加する一般レースも行われる。
代表的な那覇市の「那覇ハーリー」、糸満市の「糸満ハーレー」、本部町の「本部ハーリー」などがあり、特に県内最大規模の那覇ハーリーは毎年5月3日から5日にかけて那覇港新港ふ頭で開催され、県内外から多くの観光客を集める。

#### スポーツチーム
- クリード安仁屋ベースボールクラブ（野球）
- FC琉球（サッカー J3リーグ）
- 琉球ゴールデンキングス（バスケットボール Bリーグ）
- 琉球コラソン（ハンドボール 日本ハンドボールリーグ）
- 琉球アスティーダ（卓球 Tリーグ）
- 琉球ボクシングジム（ボクシング）

#### 主なスポーツイベント
- おきなわマラソン
- 全日本トライアスロン宮古島大会
- ツール・ド・おきなわ
- NAHAマラソン
- ジャパンウィンターリーグ(野球)

#### スポーツ施設
雪が降らないため、プロ野球の春季キャンプ地が沖縄県に集中しており、2011年（平成23年）は、12球団中10球団（1軍のみ）が県内でキャンプを行った。以下に主な運動公園および野球場を挙げた。
- 沖縄県営奥武山公園
  - 那覇市営奥武山野球場
- 沖縄県総合運動公園
  - 沖縄県総合運動公園陸上競技場
- 沖縄市総合運動場
  - 沖縄市野球場
  - 沖縄市体育館
  - 沖縄アリーナ
- 浦添運動公園
  - 浦添市民球場
- 宜野湾市立野球場
- 北谷公園野球場
- 宜野座村野球場
- 名護市営球場
- 久米島野球場
- 宮古島市民球場
- 石垣市営球場

## 人物

### 沖縄県名誉県民
沖縄県名誉県民の称号は、2003年（平成15年）3月31日に制定された沖縄県名誉県民条例（平成15年3月31日沖縄県条例第1号）に基づき、「社会の発展に卓越した功績があり、県民が誇りとしてひとしく敬愛する者」へ贈られる（条例第1条）。対象者は「沖縄県の出身者、沖縄県に居住したことがある者又は沖縄県にゆかりのある者で、社会福祉の向上、学術文化若しくはスポーツ又は産業経済の振興その他の社会の発展に貢献したもの」であり、沖縄県知事が沖縄県議会の同意を得て選定することが定められている（条例第2条）。名誉県民に選定された者には、沖縄県名誉県民称号記と沖縄県名誉県民章および記念品が贈呈される（条例第3条）。
| 受賞者氏名 | 職業   | 選定年月日     | 備考               | 出典    |
| ---------- | ------ | -------------- | ------------------ | ------- |
| 山中貞則   | 政治家 | 2003年12月17日 | 初代沖縄開発庁長官 | [ 146 ] |

### 沖縄県県民栄誉賞受賞者
沖縄県県民栄誉賞は、1999年（平成11年）4月8日に制定された沖縄県県民栄誉賞表彰規則（平成11年4月8日沖縄県規則第45号）に基づき、「広く県民に敬愛され、県民に明るい希望と活力を与える顕著な功績があったもの」へ、沖縄県知事から贈られる（規則第1条・第2条）。
| 受賞者氏名             | 職業                   | 授賞式開催年月日 | 備考                                                                                                | 出典    |
| ---------------------- | ---------------------- | ---------------- | --------------------------------------------------------------------------------------------------- | ------- |
| 沖縄尚学高等学校野球部 | 沖縄尚学高等学校野球部 | 1999年4月19日    | 第71回選抜高等学校野球大会において沖縄県勢初の甲子園優勝。                                          | [ 148 ] |
| 上与那原寛和           | 車いすレース選手       | 2008年10月23日   | 北京パラリンピック車いすマラソンで銀メダル獲得。                                                    | [ 149 ] |
| 興南高等学校野球部     | 興南高等学校野球部     | 2010年9月13日    | 第82回選抜高等学校野球大会および第92回全国高等学校野球選手権大会で優勝。史上6校目の甲子園春夏連覇。 | [ 150 ] |
| 宮里藍                 | プロゴルファー         | 2010年12月27日   | 同年の米女子ゴルフツアーで5勝をあげる。                                                             | [ 151 ] |
| 仲里進                 | 車いすラグビー選手     | 2016年11月22日   | リオデジャネイロパラリンピックウィルチェアーラグビー日本代表選手。チームの銅メダル獲得に貢献。      | [ 152 ] |
| 安室奈美恵             | 歌手                   | 2018年5月23日    | 25年間にわたり日本を代表するアーティストとして活躍。                                                | [ 153 ] |